# Château des ducs de Bar
Pour les articles homonymes, voir Château des Ducs.
Le château des ducs de Bar est un ancien château situé à Bar-le-Duc dans le département de la Meuse en région Grand Est. Perché sur un éperon rocheux au bout de la Ville Haute, il dominait la vallée de l'Ornain et la Ville Basse. Démantelé en 1670 par ordre du roi de France Louis XIV, il ne reste aujourd'hui plus que le Neuf-Castel du XVIe siècle et quelques vestiges des fortifications.
Il servait de lieu d'habitation aux comtes et ducs de Bar, puis, plus rarement, de lieu de villégiature aux ducs de Lorraine. Depuis 1970, le Neuf-Castel abrite le musée Barrois.
Le Neuf-Castel est en partie inscrit au titre des monuments historiques depuis le 23 avril 1981.

## Le château ducal
Dans la deuxième moitié du Xe siècle, le duc de Haute-Lorraine Frédéric Ier, cherchant à protéger son territoire des champenois, fait construire un château fort sur le mont Bar, l'éperon rocheux dominant la rive gauche de l'Ornain. Le site est idéal, entouré de deux ravins et ouvrant sur un plateau (l'actuelle Ville Haute de Bar-le-Duc).
Au XIIIe siècle, les comtes de Bar fixent leur cour au château, aux dépens de Mousson et de Saint-Mihiel. L'éperon est alors entouré d'une double enceinte qui abrite outre le château, la collégiale Saint-Maxe et différents bâtiments canoniaux. Cette place forte héberge une garnison, un arsenal, des vivres et des hommes, afin de pouvoir soutenir un siège.
Au XVe siècle, sous le principat du duc de Bar et de Lorraine René II, le château s'embellit et devient une résidence richement meublée. Une salle de réception, la Grande galerie, est construite sur le flanc nord-est. La femme de René II, Philippe de Gueldre, trace un jardin à l'italienne près du château, à l'emplacement de la première ligne de défense. De 1491 à sa mort en 1509, René II est obligé de vivre à Bar-le-Duc car son château ducal à Nancy est en pleine construction. Pendant son séjour, il fait restaurer le vieux château et fait construire en 1499, à proximité de la porte romane appelée la « Belle Porte », une salle voûtée en pierre pour abriter le Trésor des Chartes de Lorraine,.
En 1523, le duc Antoine ajoute une salle d'audience à l'ensemble. Plus tard, en 1567, le duc Charles III fait construire un nouveau château dans la cour intérieure, le Neuf-Castel, où la Chambre des comptes du duché vient s'installer. Le nouveau bâtiment est constitué d'un corps de logis avec deux ailes en retour d'équerre. Les bâtiments, construits à différentes époques, gardent pourtant une unité architecturale qui se rapproche plus ou moins au style gothique flamboyant.
Au XVIIe siècle, les ducs de Bar et de Lorraine délaissent Bar-le-Duc et le château, abandonné, se dégrade. En 1649, il est ravagé par un incendie. Les positions anti-françaises du duc Henri II ont pour conséquences l'occupation de la ville et du château par les troupes françaises de 1632 à 1661. Finalement, en 1670, lassé des intrigues ducales, le roi de France Louis XIV ordonne le démantèlement des fortifications du château et de la ville. Ne sont conservés que le Neuf-Castel, inoffensif, la Tour de l'Horloge, parce qu'elle donne l'heure, et la Tour Heyblot.
Sous la Révolution française, la ville est laïcisée, ce qui se traduit par la disparition des sept communautés religieuses présentes depuis le Moyen Âge. La collégiale Saint-Maxe, l'église du château, est détruite.
À partir de 1832, le couvent des sœurs dominicaines est construit à l'emplacement de l'ancienne habitation ducale. La chapelle Saint-Louis est édifiée à partir de 1859 dans un style gothique du XIIIe siècle. Elle se voit surmontée le 27 septembre 1960 d'une statue de Notre-Dame de la Protection, une œuvre de 4 m de haut du sculpteur verdunois Schmirdlin,.
Le 23 avril 1981, la salle voûtée du Trésor des Chartes et la porte romane appelée la « Belle Porte » sont inscrites aux Monuments historiques.

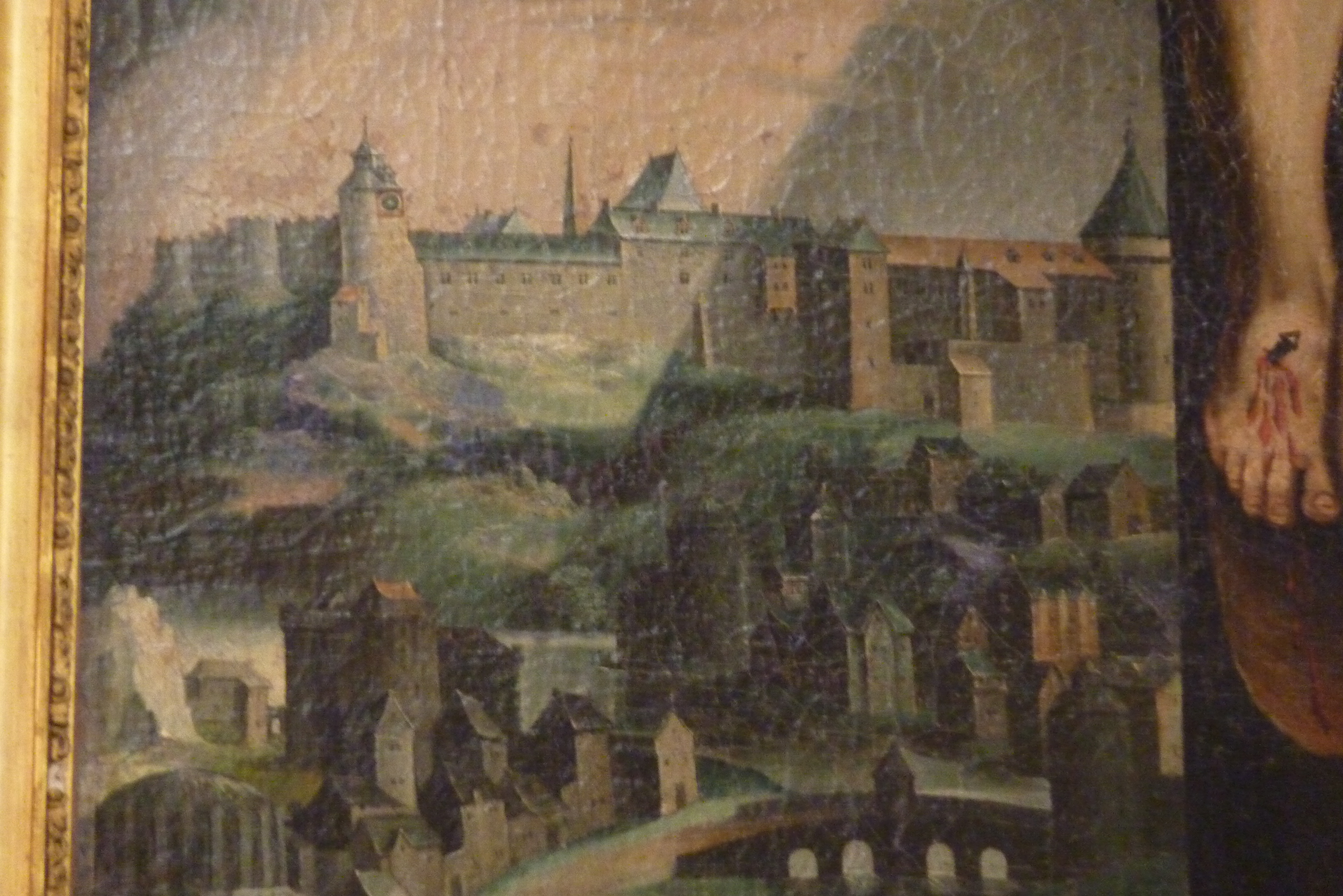
Le château avant sa destruction sur le tableau Crucifixion.
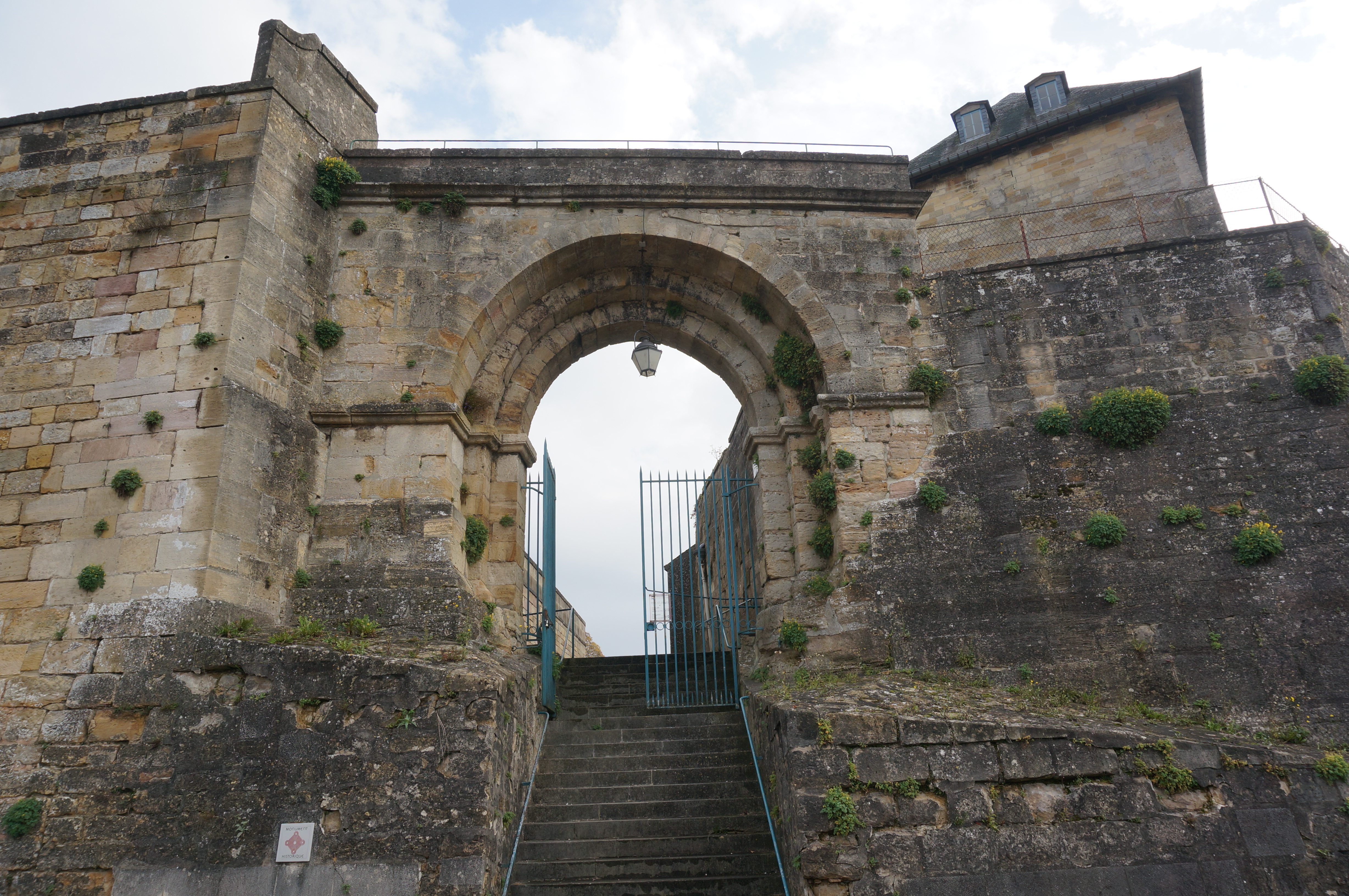
La « Belle Porte ».
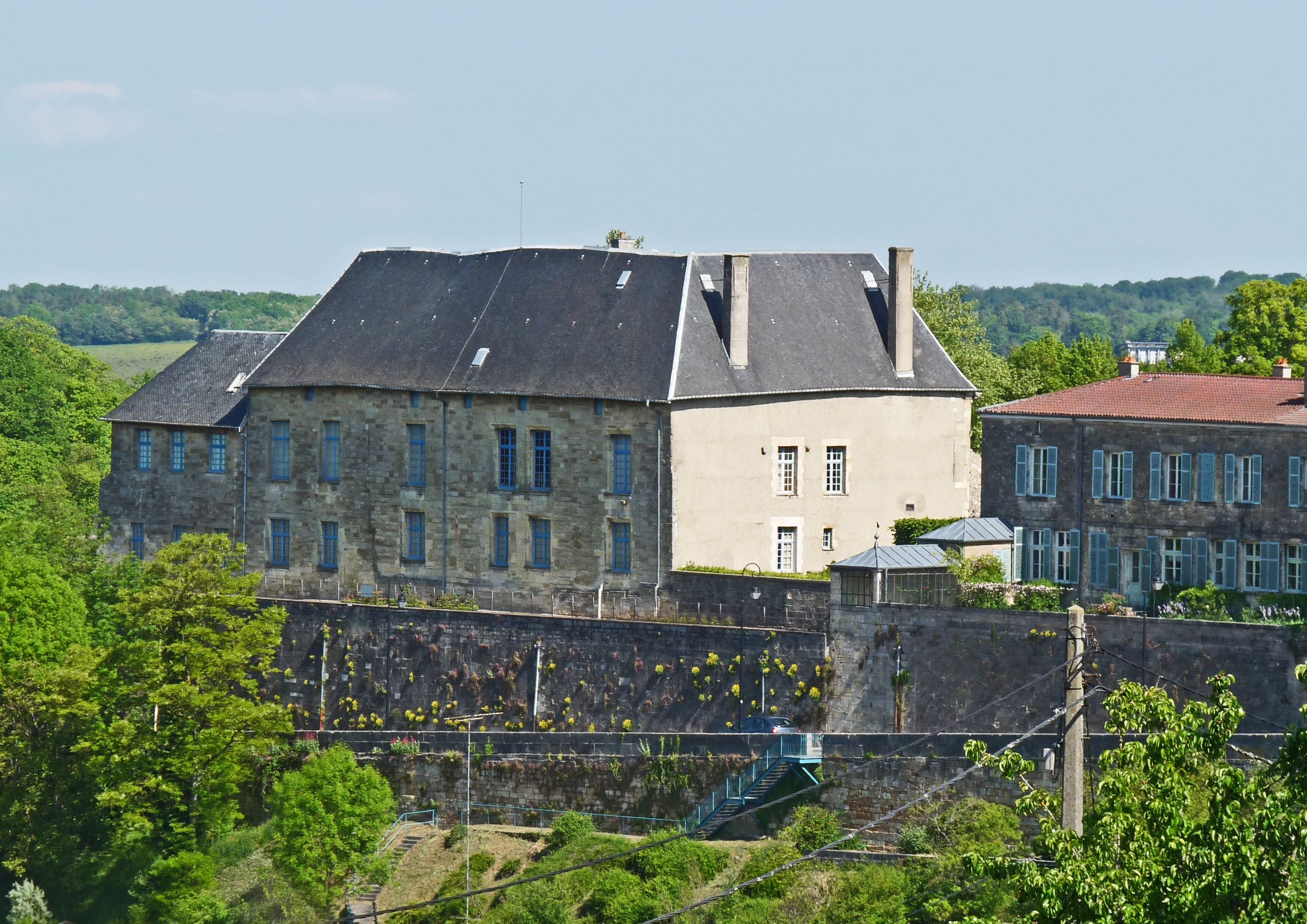
Façade Sud.
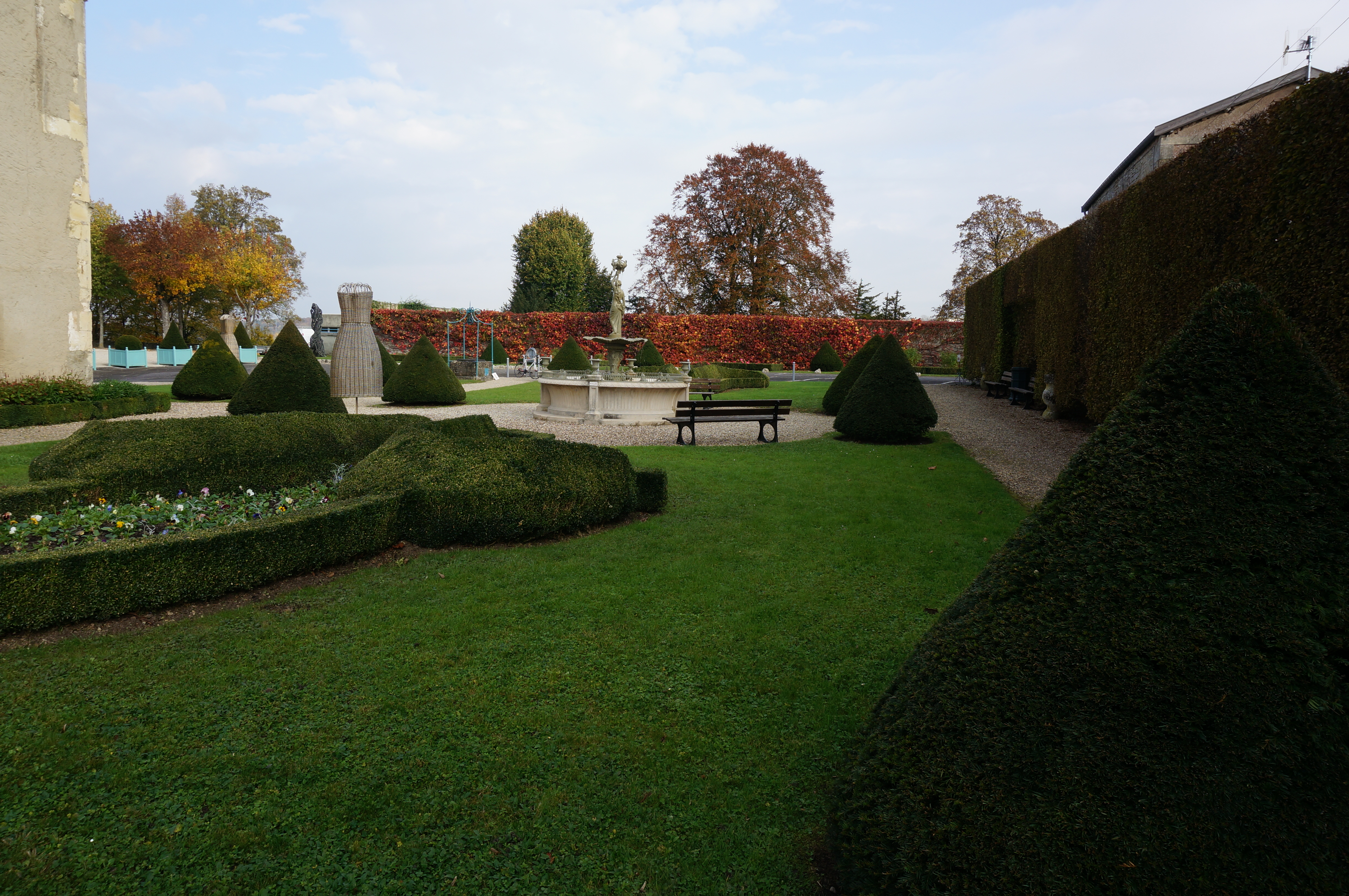
Jardin du château.
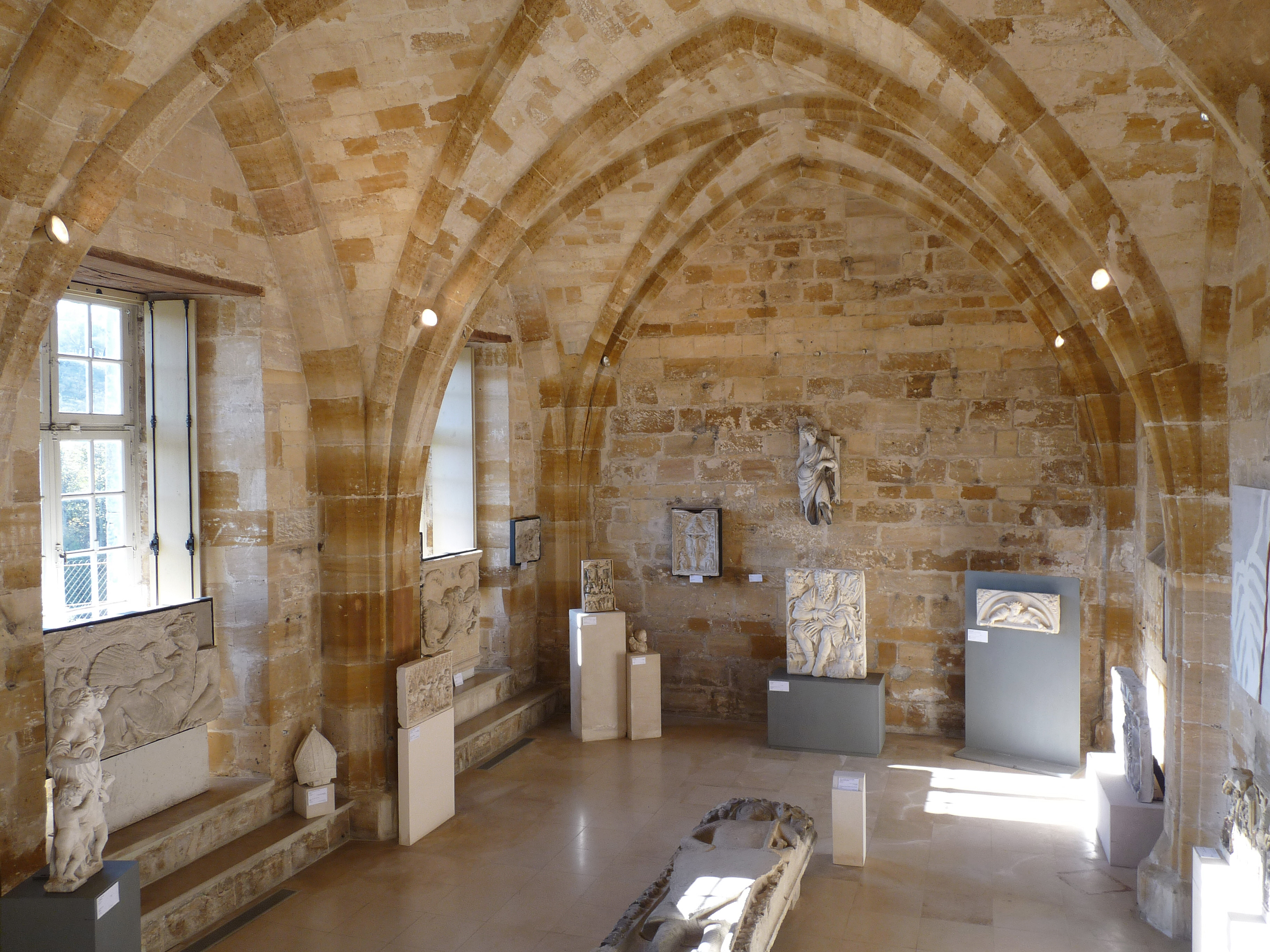
Salle du Trésor des Chartes.

## Le musée Barrois

### Historique

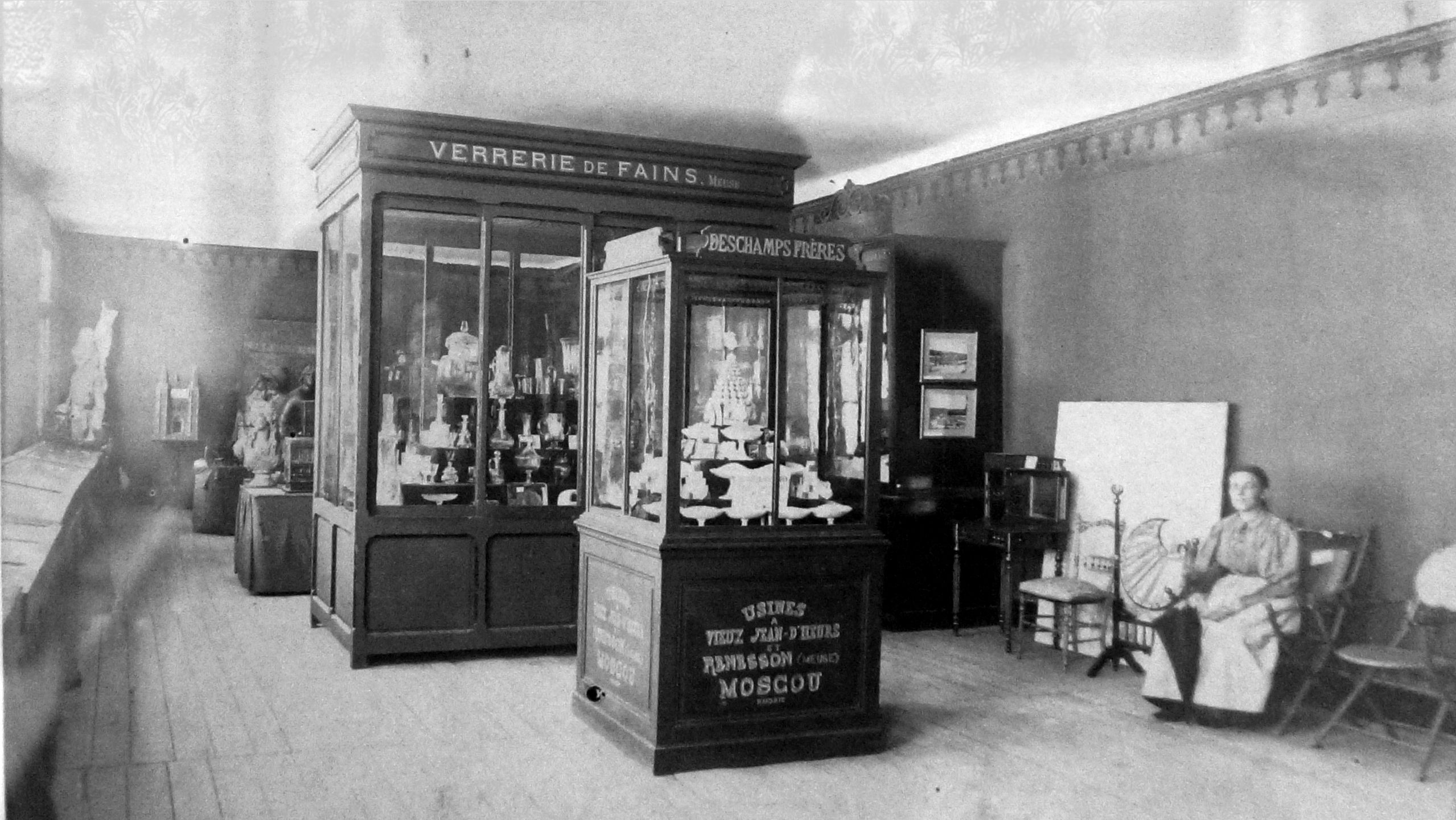
Le musée géographique 1890.

Dans les années 1820, l'architecte départemental Joseph-Théodore Oudet a dans l'idée de créer un musée à Bar-le-Duc, à l’image du musée du Louvre à Paris. En 1841, le projet se réalise grâce au maire Paulin Gillon, et le musée Barrois est installé dans l'hôtel de Florainville, sur la place Saint-Pierre en Ville Haute, avec Joseph-Théodore Oudet comme conservateur de musée. Il expose essentiellement des objets offerts par des particuliers et de dons de l'État. Dès 1843, le musée comporte plusieurs sections : histoire naturelle, peinture, sculpture, antiquités.
Les collections s'enrichissent de médailles, de tableaux et des sculptures des ducs de Bar et de Lorraine, ainsi que des pièces archéologiques trouvées lors des fouilles à Nasium et lors des travaux de creusement du canal de la Marne au Rhin. Des archéologues amateurs tels que Léon Maxe-Werly et Sartory rapportent des souvenirs de leurs voyages. En 1862, le Conseil général crée la galerie des illustrations militaires de la Meuse, qui rassemblent les portraits de 80 généraux et maréchaux meusiens peints par des artistes locaux. Pendant l'entre-deux-guerres, le musée souffre d’une certaine indifférence et les dons se font plus rare. Cependant, en 1936, il reçoit l'importante donation de Raymond Poincaré, constituée des souvenirs et cadeaux de l'ancien président de la République.
En 1939, lorsqu'éclate la Seconde Guerre mondiale, les collections sont mises en caisses. Après la guerre, quelques œuvres sont exposées dans les salles de l'hôtel de ville en Ville Basse (l'ancien hôtel particulier du maréchal Oudinot). En 1966, la société de Géographie de l’Est (section Meuse), créée en 1879, cède ses collections ethnographiques au musée.
En 1970, la décision est prise d'installer le musée Barrois dans le Neuf-Castel du château des ducs de Bar, jusqu'alors occupé par une école. Après plusieurs années de travaux, le nouveau musée ouvre ses portes au public en 1974.
Depuis le 1er février 2003, le musée Barrois est labellisé « musée de France », garantissant une gestion respectueuse des collections et leur mise en valeur auprès du public.
La gestion de l'établissement a été transférée à la Communauté d'agglomération en 2013. Les collections demeurent municipales, en l'absence de transfert de propriété à la communauté d'agglomération. Le musée Barrois est  fermé au public depuis octobre 2020 pour nécessité de travaux structurels. Cette fermeture permet aux gestionnaires de mener à bien l'inventaire des collections. L' inventaire figure dans les missions principales des "musées de France". De nouvelles réserves destinées à conserver les collections selon les normes des Musées de France doivent être créées.

### Collections

#### Histoire locale
Le musée présente une collection sur l'histoire de Bar-le-Duc. Collection qui a été valorisée à travers plusieurs expositions et publications.En 2016 un web-documentaire réalisé par Guillaume Ramon retrace les spécificités du musée.
La collection est composée d'une série de portraits des ducs de Bar et de Lorraine, d'Antoine le bon à Stanislas Leszczynski, et de quelques éléments architecturaux de bâtiments de la ville. Elle contient également des objets d'arts décoratifs témoignant de la vie de l'époque, ainsi qu'un petit cabinet de curiosités. La collection d'armes et d'armures illustre la Guerre de Trente Ans.

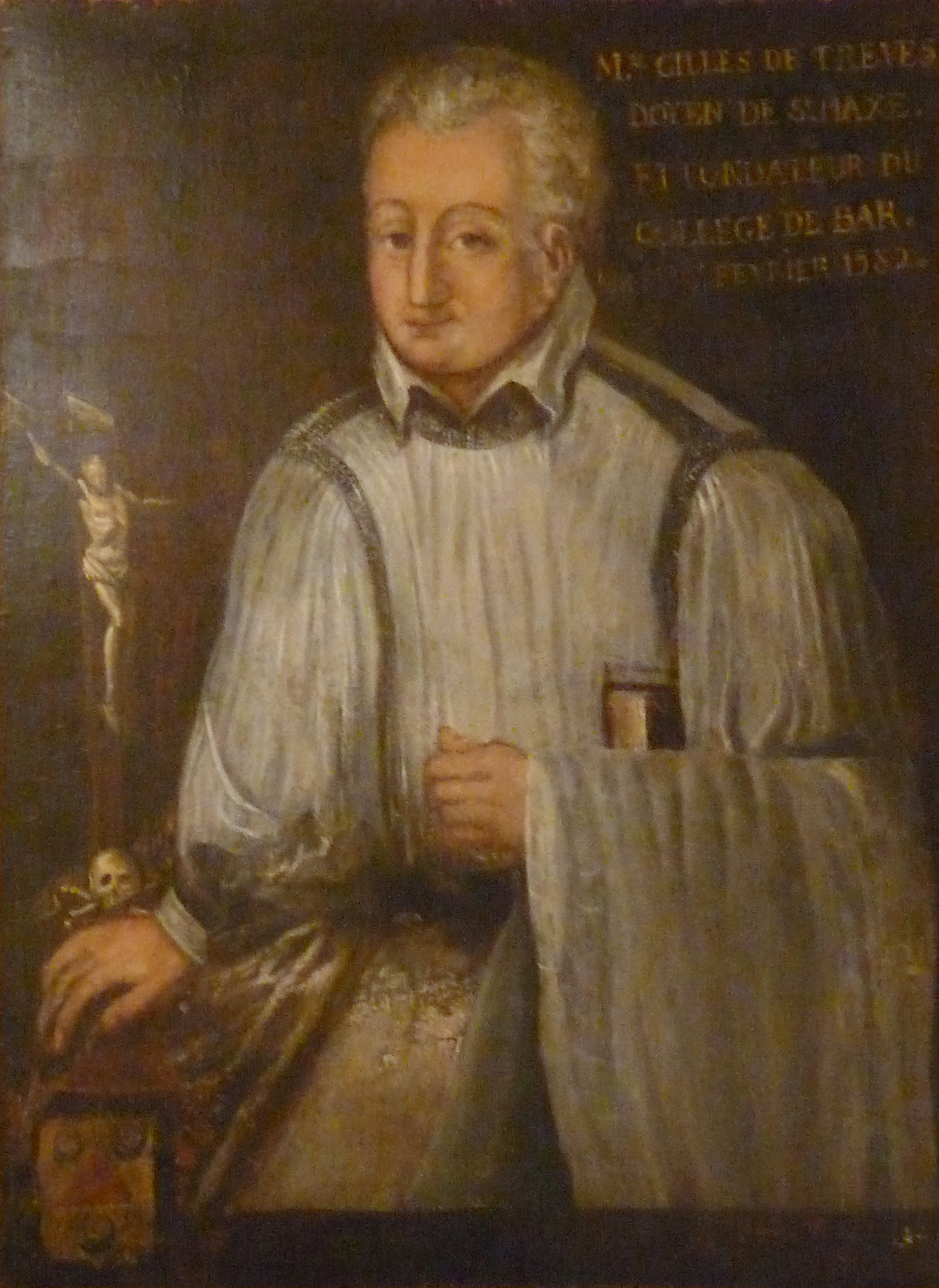
École lorraine du XVIe siècle, Gilles de Trèves (1582).
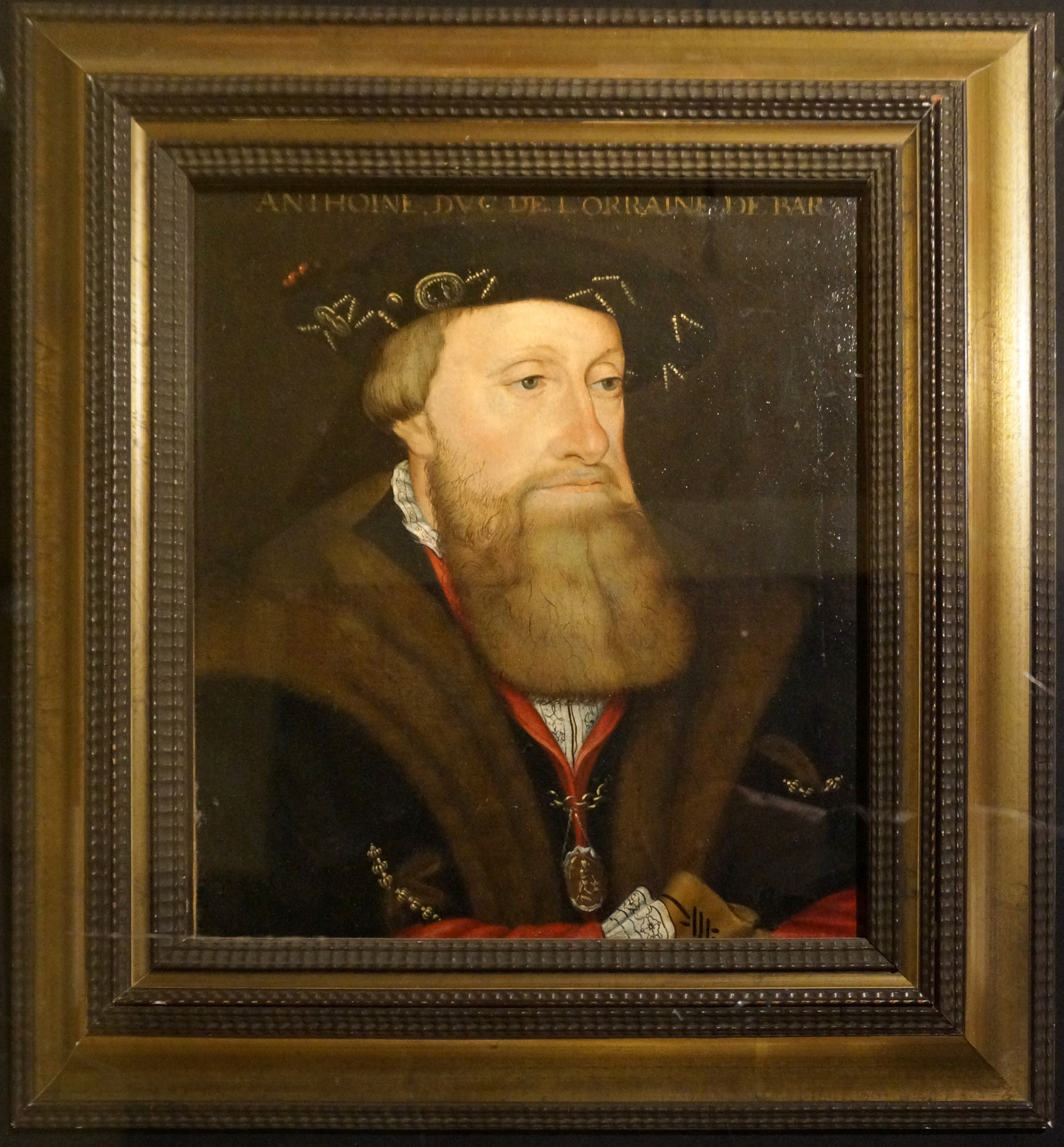
Antoine le Bon.
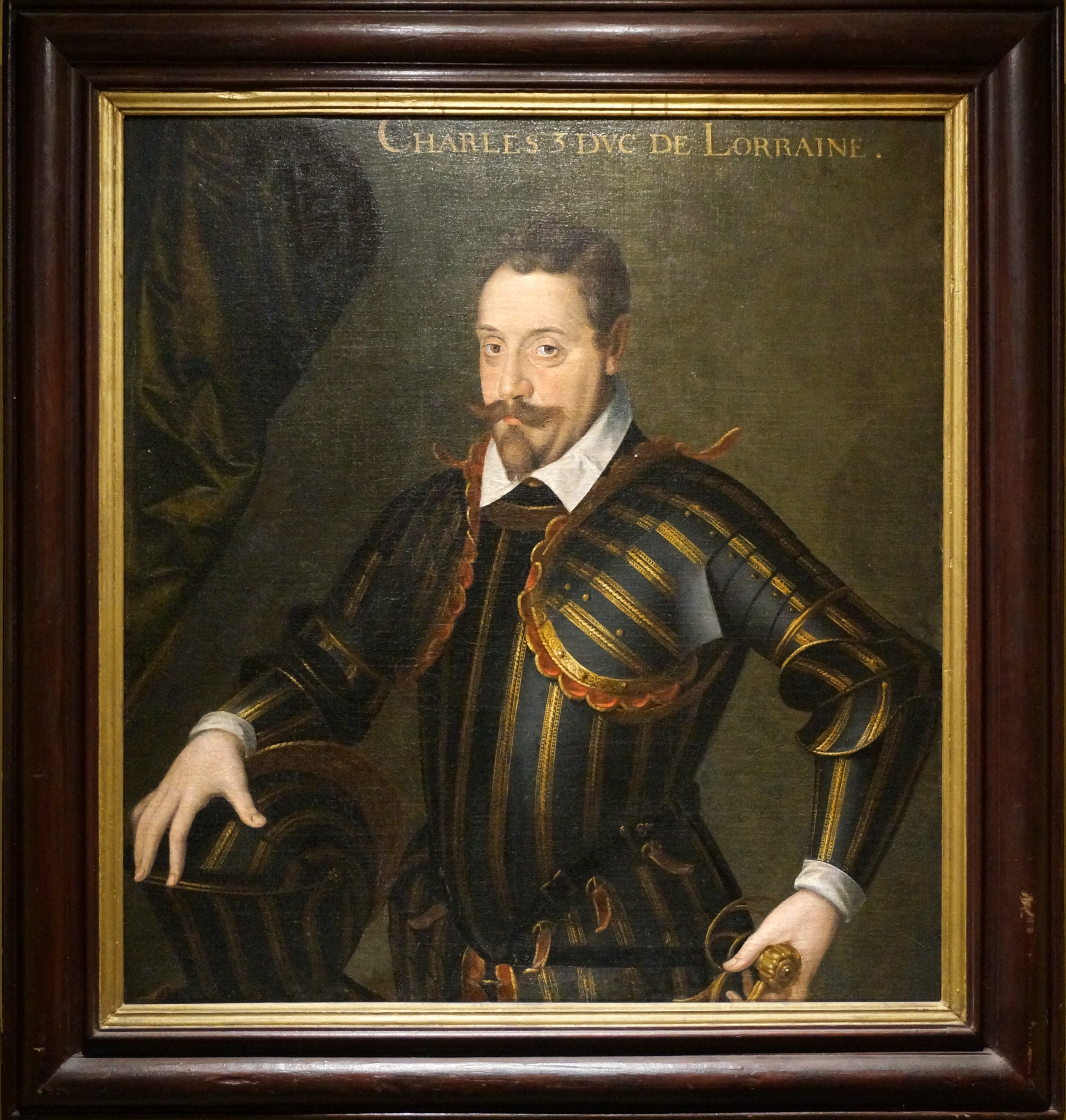
Charles III.
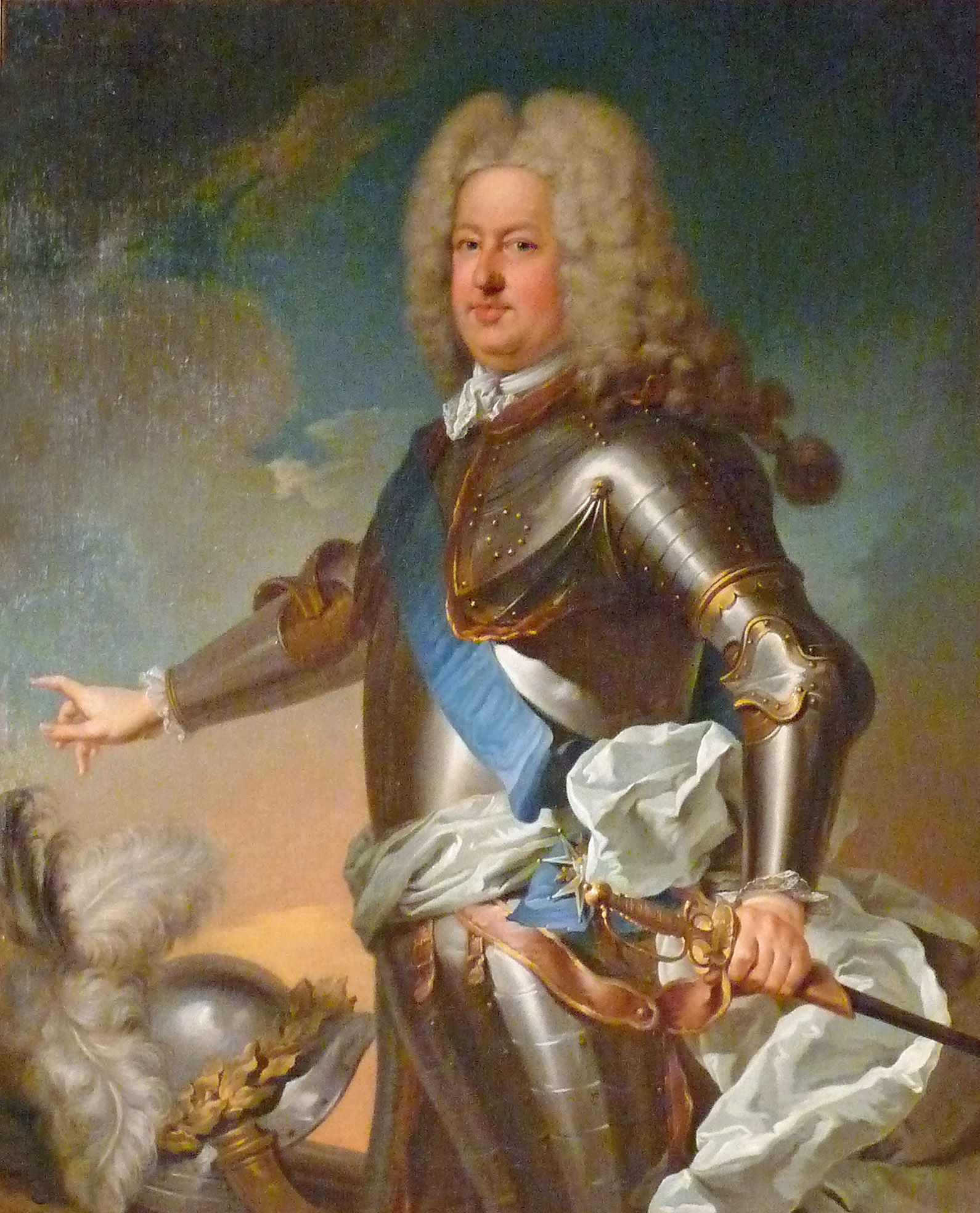
Entourage de Jean-Baptiste van Loo, Stanislas Leszczynski.
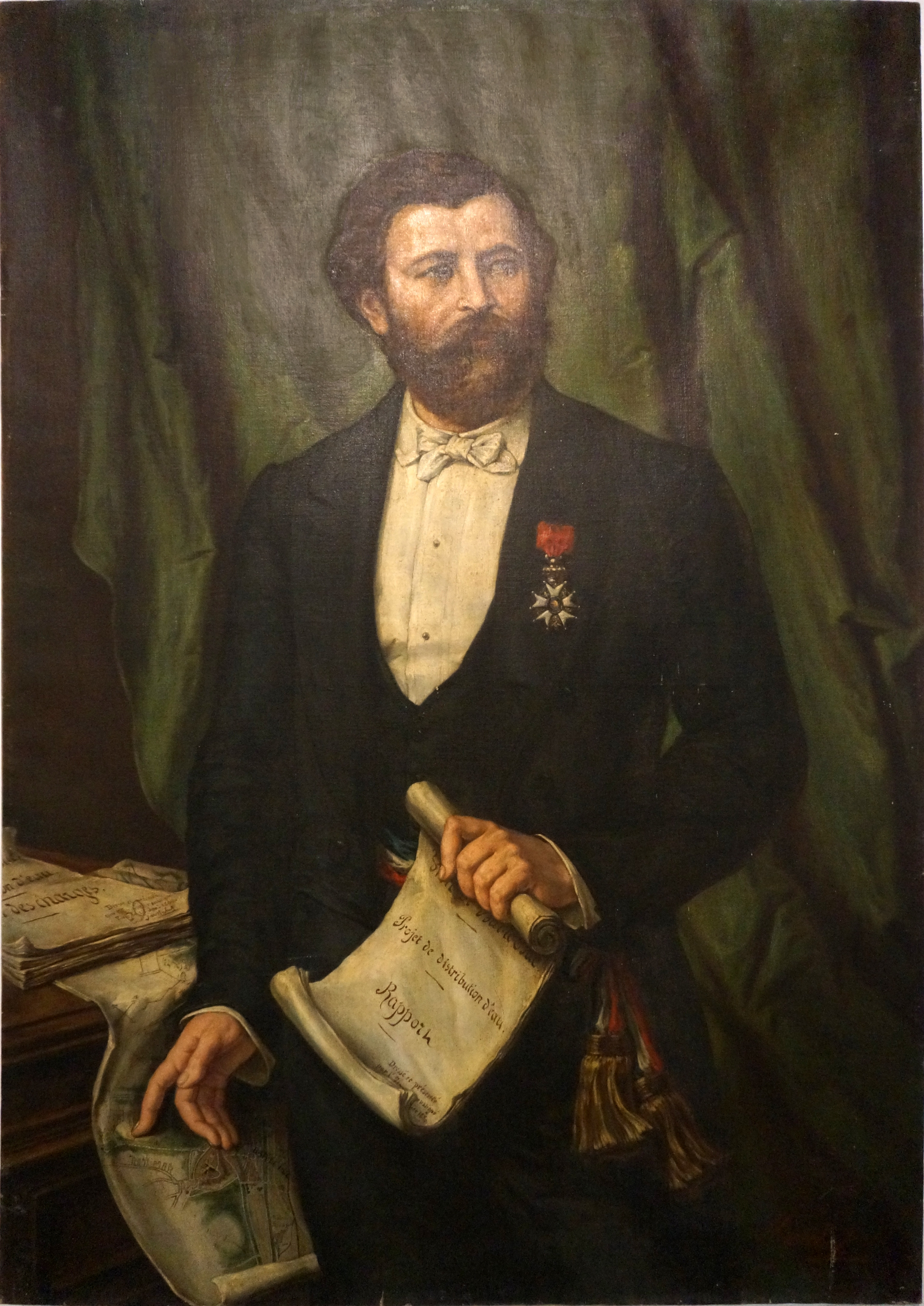
Laurent-Charles Maréchal, Ernest Bradfer (vers 1880).
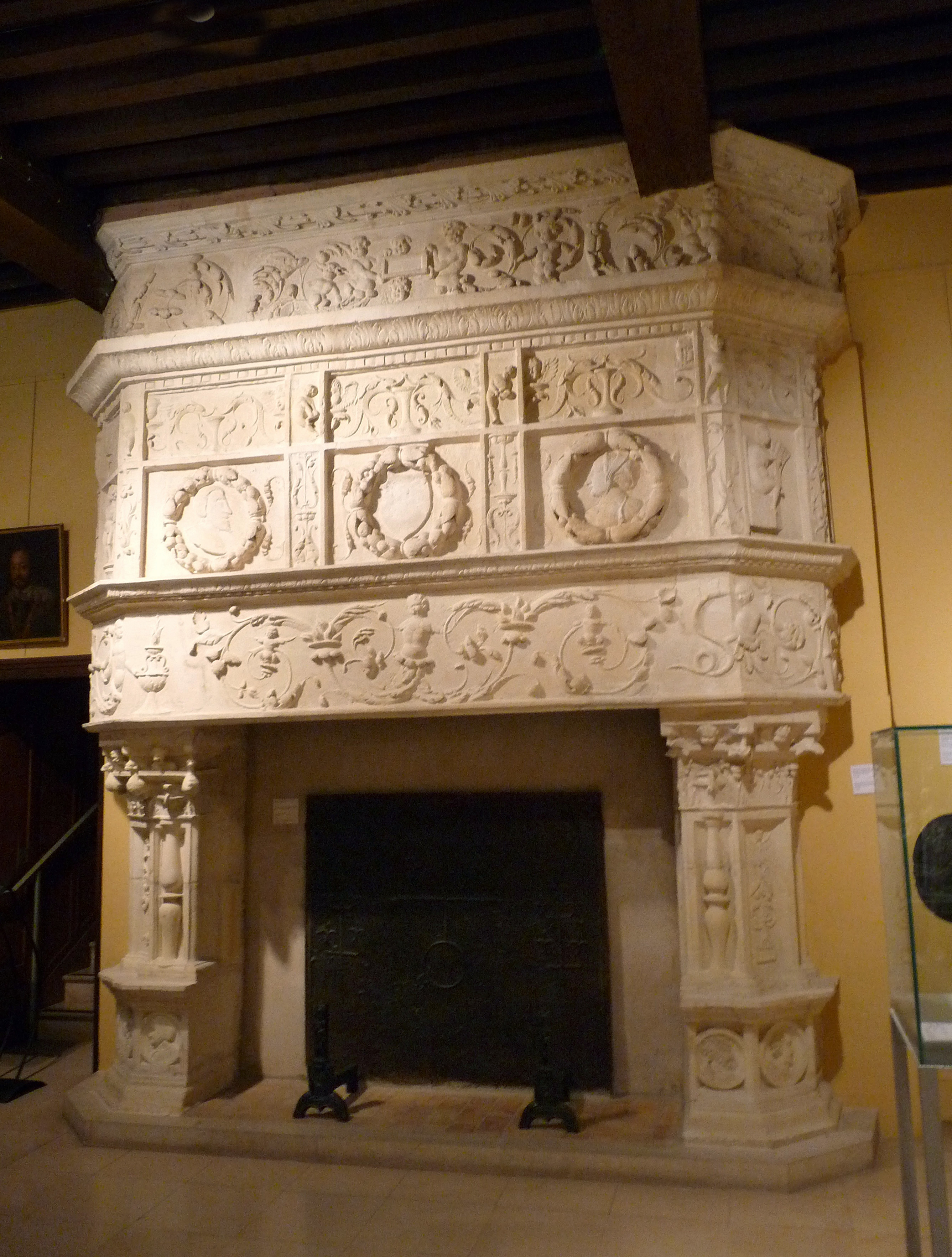
École lorraine du XVIe siècle, cheminée de la maison Guyot[Note 1].
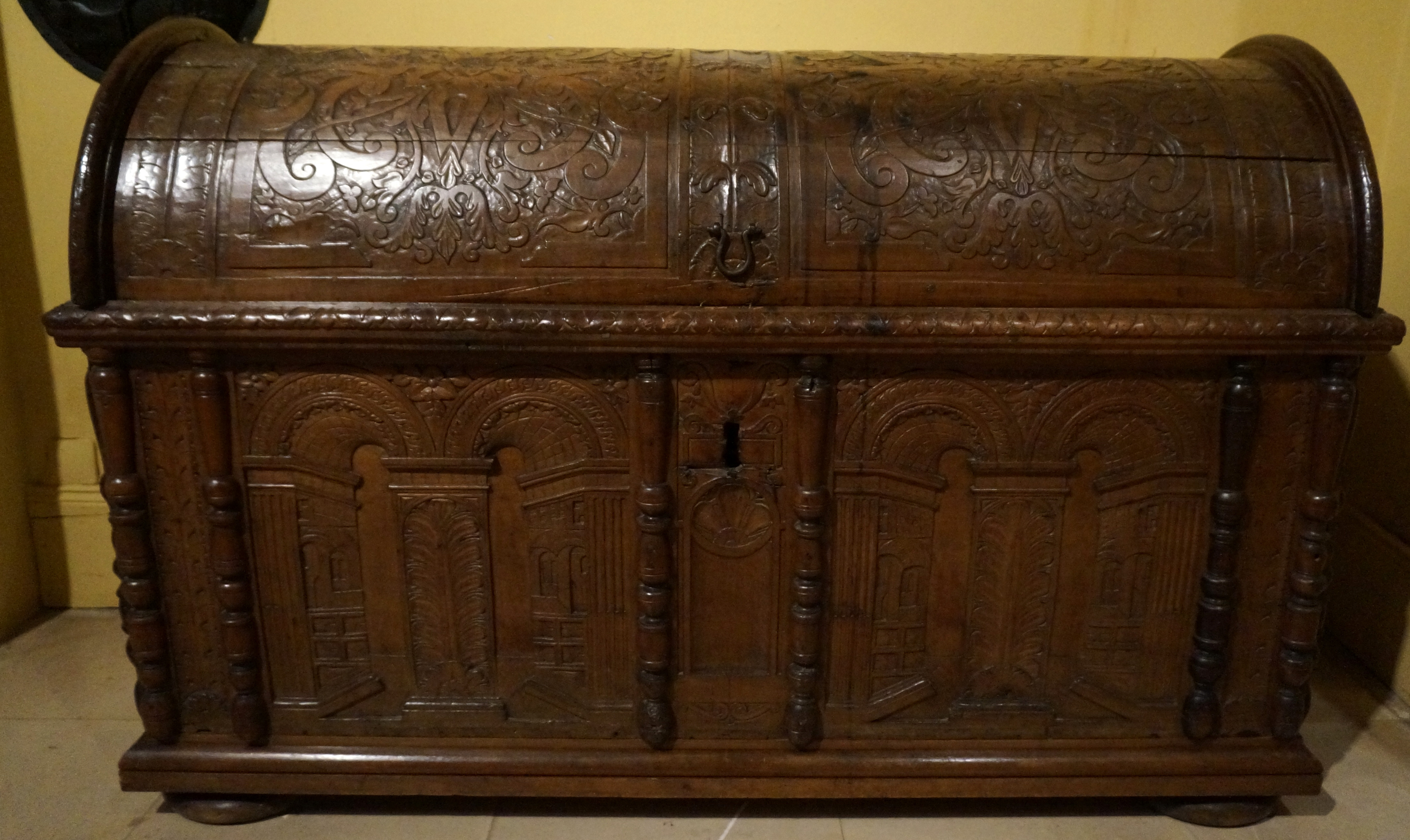
Coffre de mariage.

#### Sculptures lorraines
La salle du Trésor des Chartes abrite plusieurs sculptures lorraines du XIIIe au XVIIe siècle. Certaines sont des œuvres religieuses provenant d'églises de la région, d'autres du sculpteur meusien Ligier Richier.

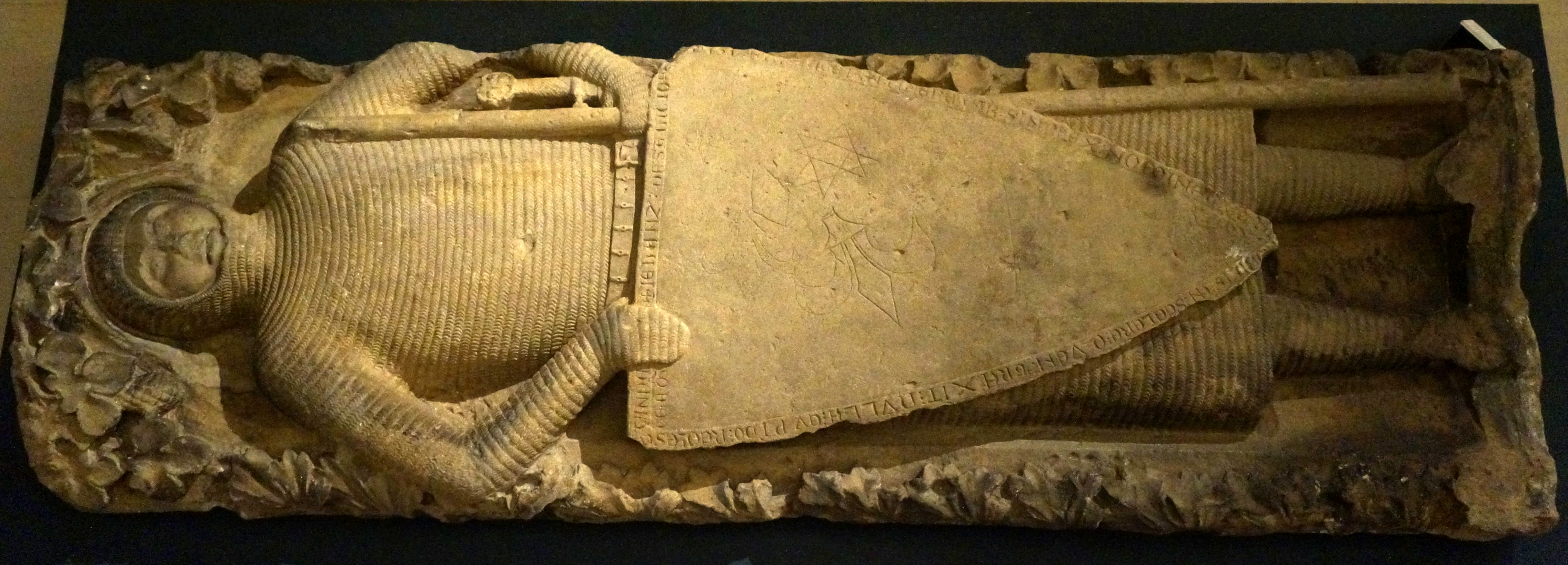
Gisant de Guy de Sailly (XIIIe).
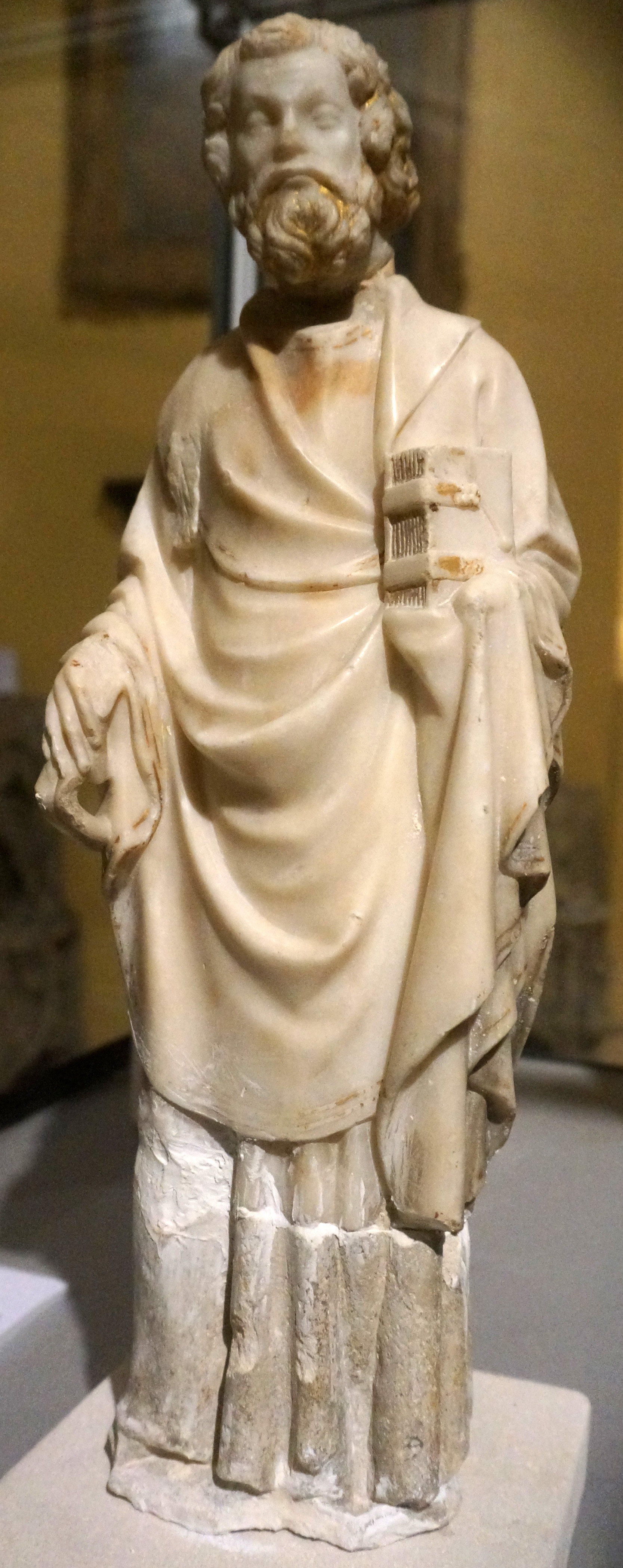
Apôtre (XIVe).
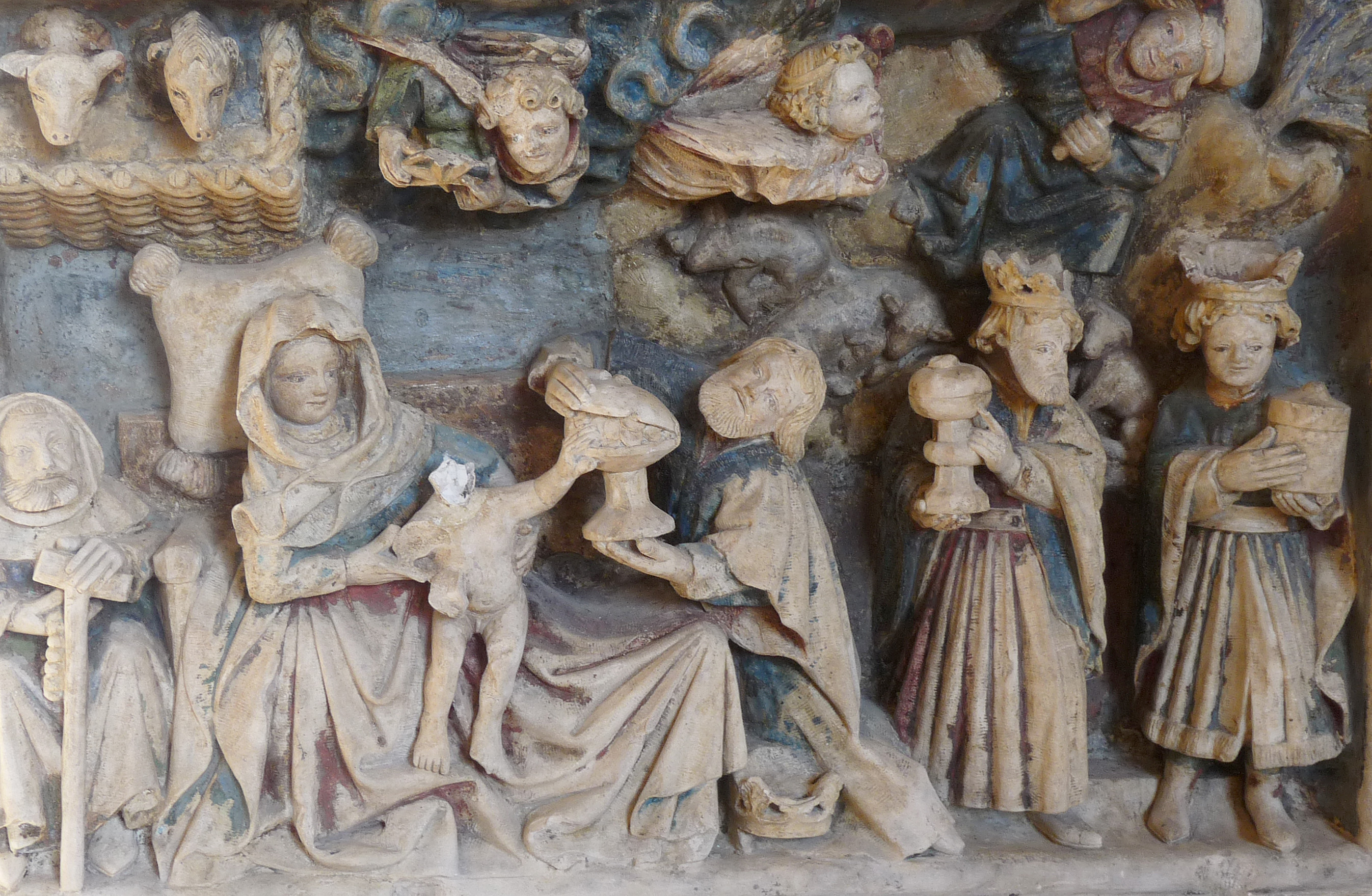
Adoration des Mages (XVe).
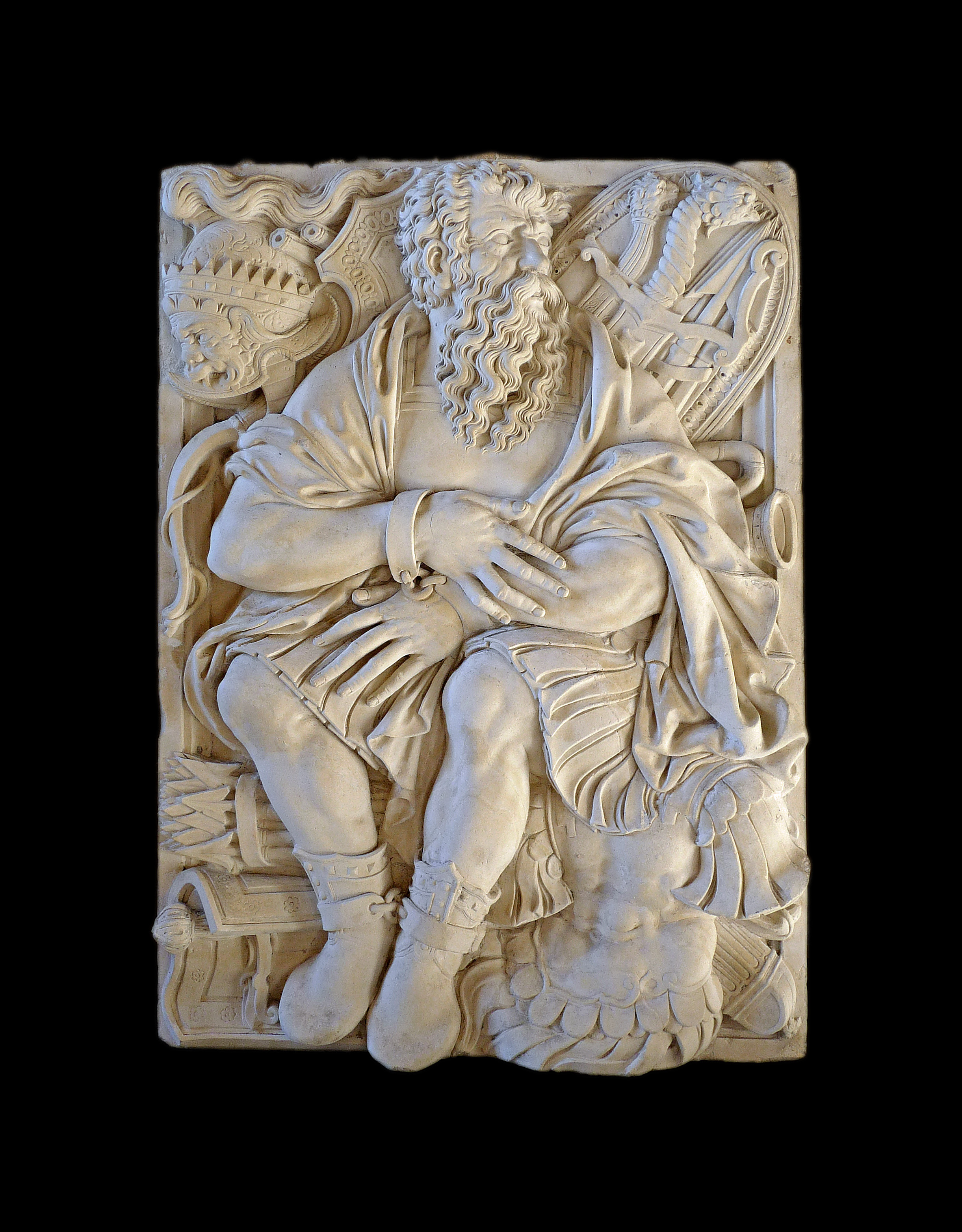
Attribué à Gérard Richier, Le Captif (vers 1575-1580).
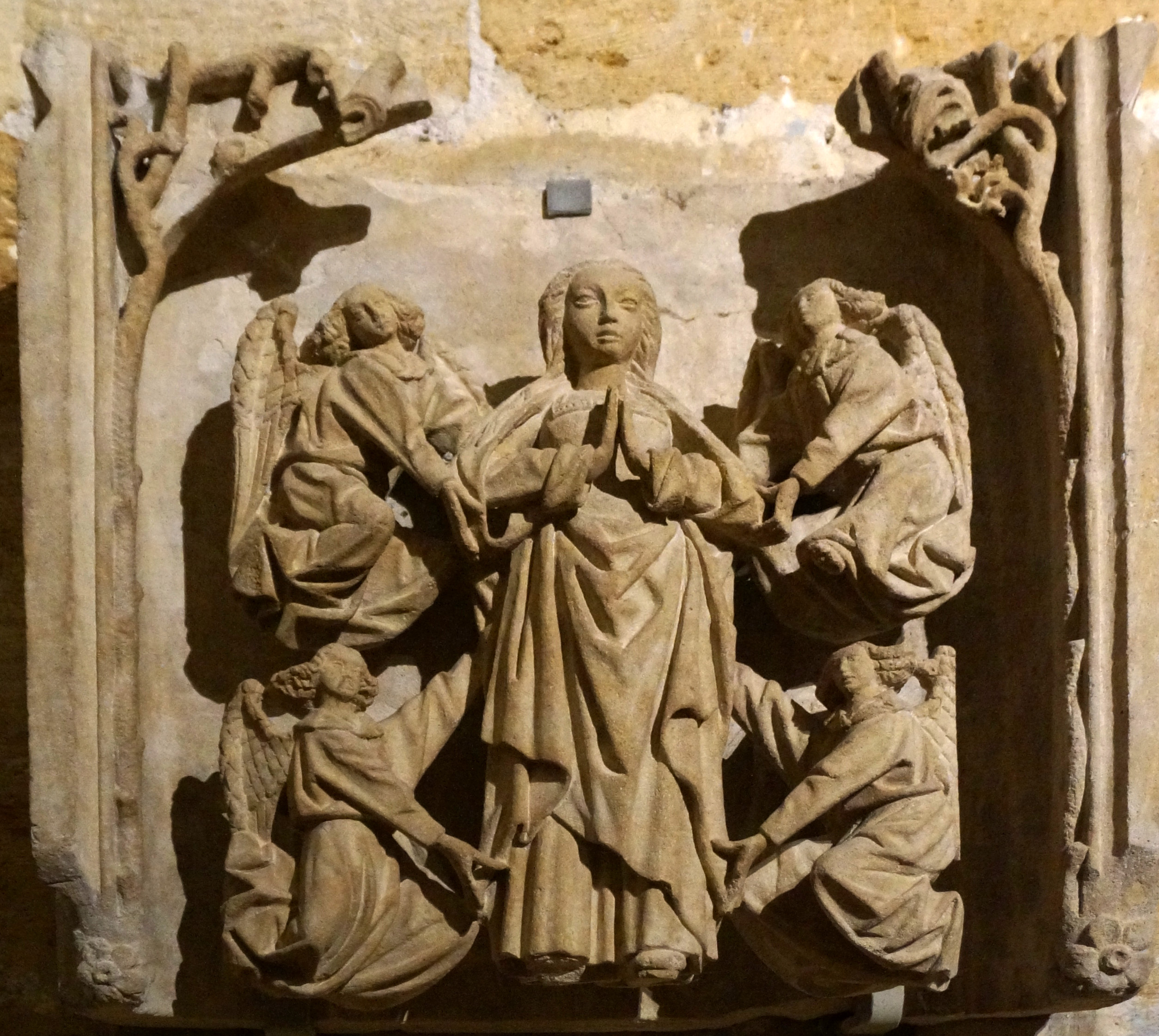
Dormition de la Vierge.
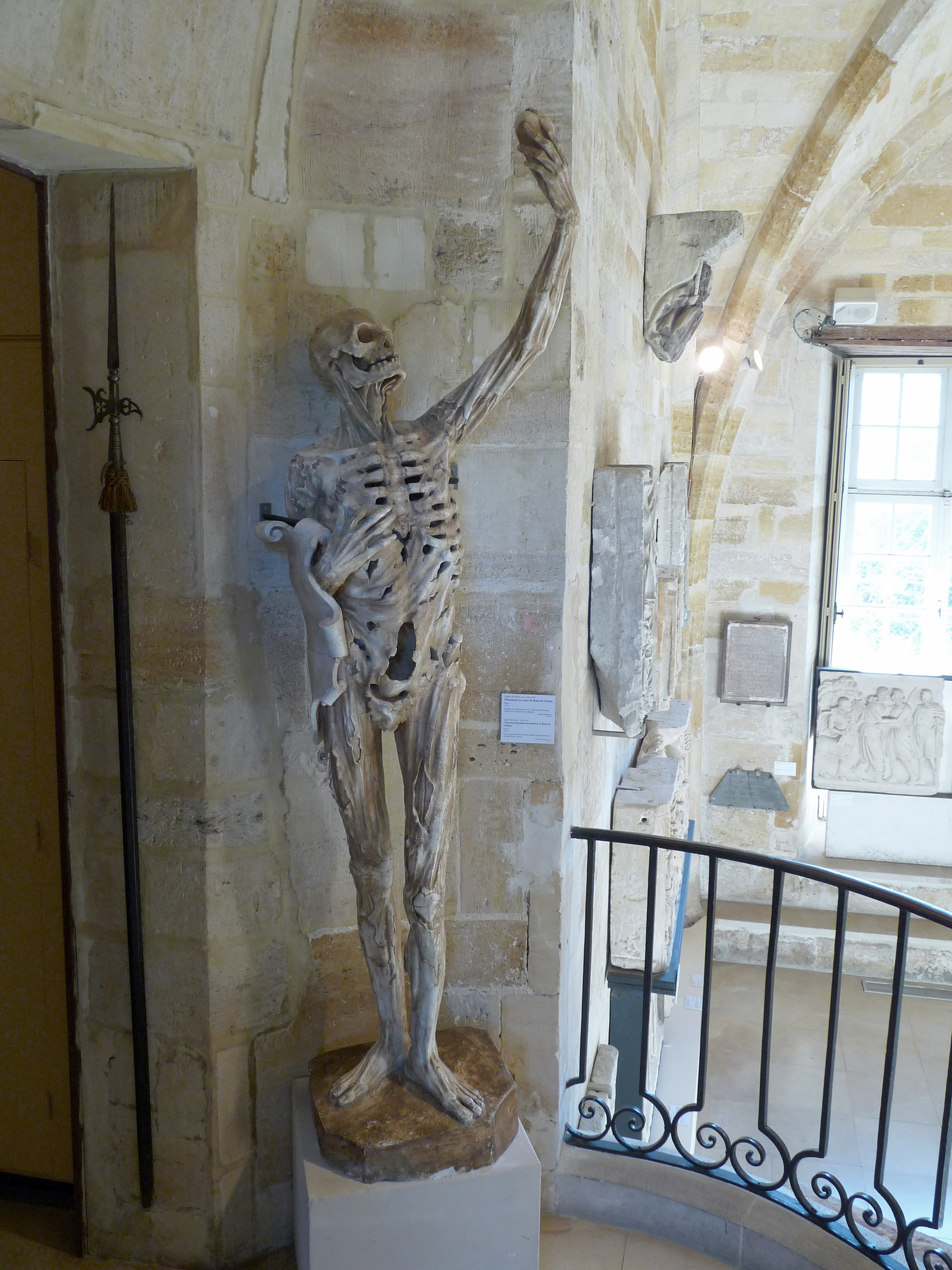
D'après Ligier Richier, Transi, moulage en plâtre.

#### Œuvres de la Renaissance auXVIIIesiècle
Le musée conserve une collection de peintures des écoles françaises et étrangères de différents styles, du maniérisme au néo-classicisme. Des pièces de mobilier et d’arts décoratifs sont exposées, ainsi qu'une collection de faïences d’Argonne.
Jan Pieter van Bredael the Younger

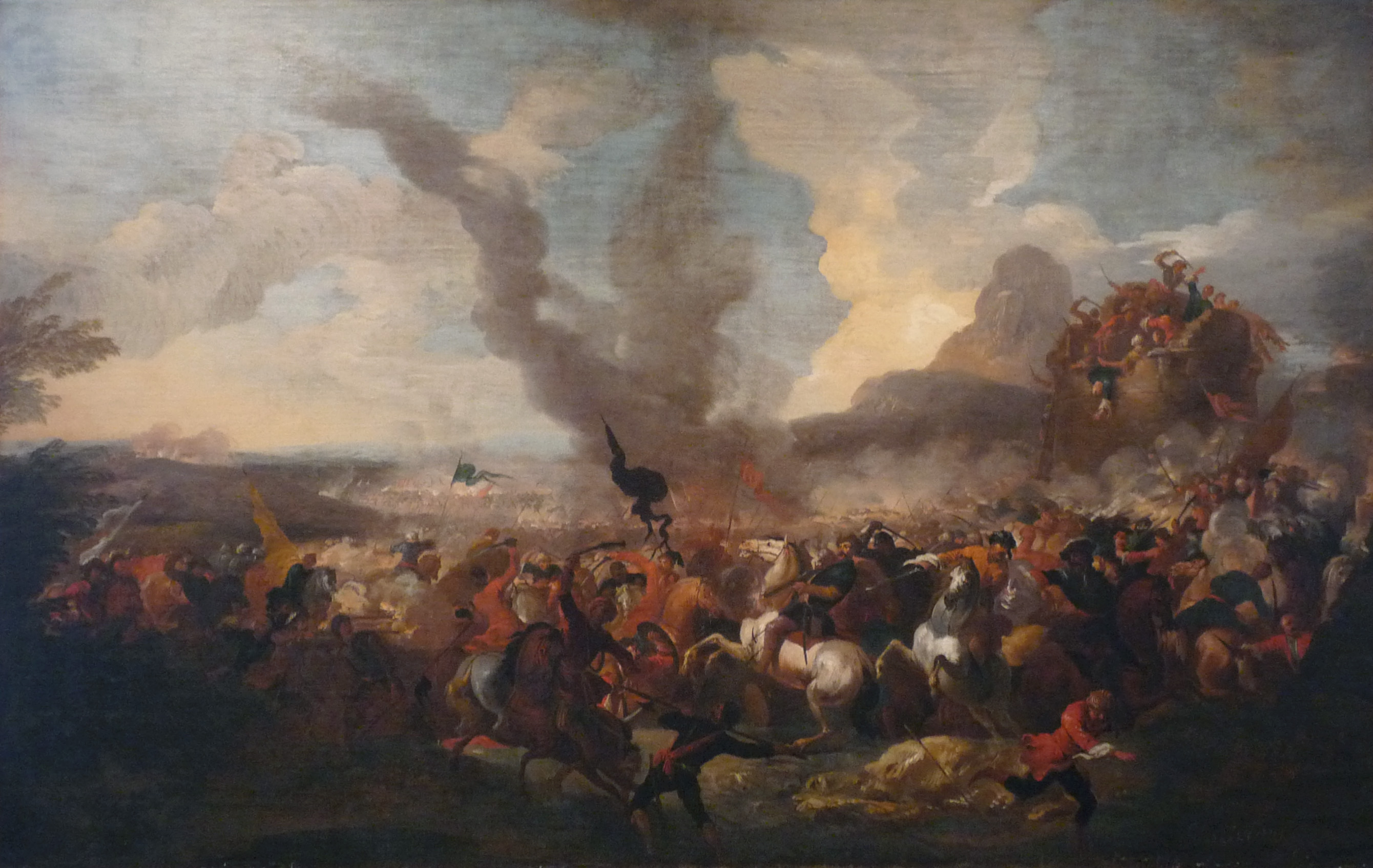
Jan Pieter van Bredael le Jeune (en), Bataille gagnée contre les Turcs (XVIIe).
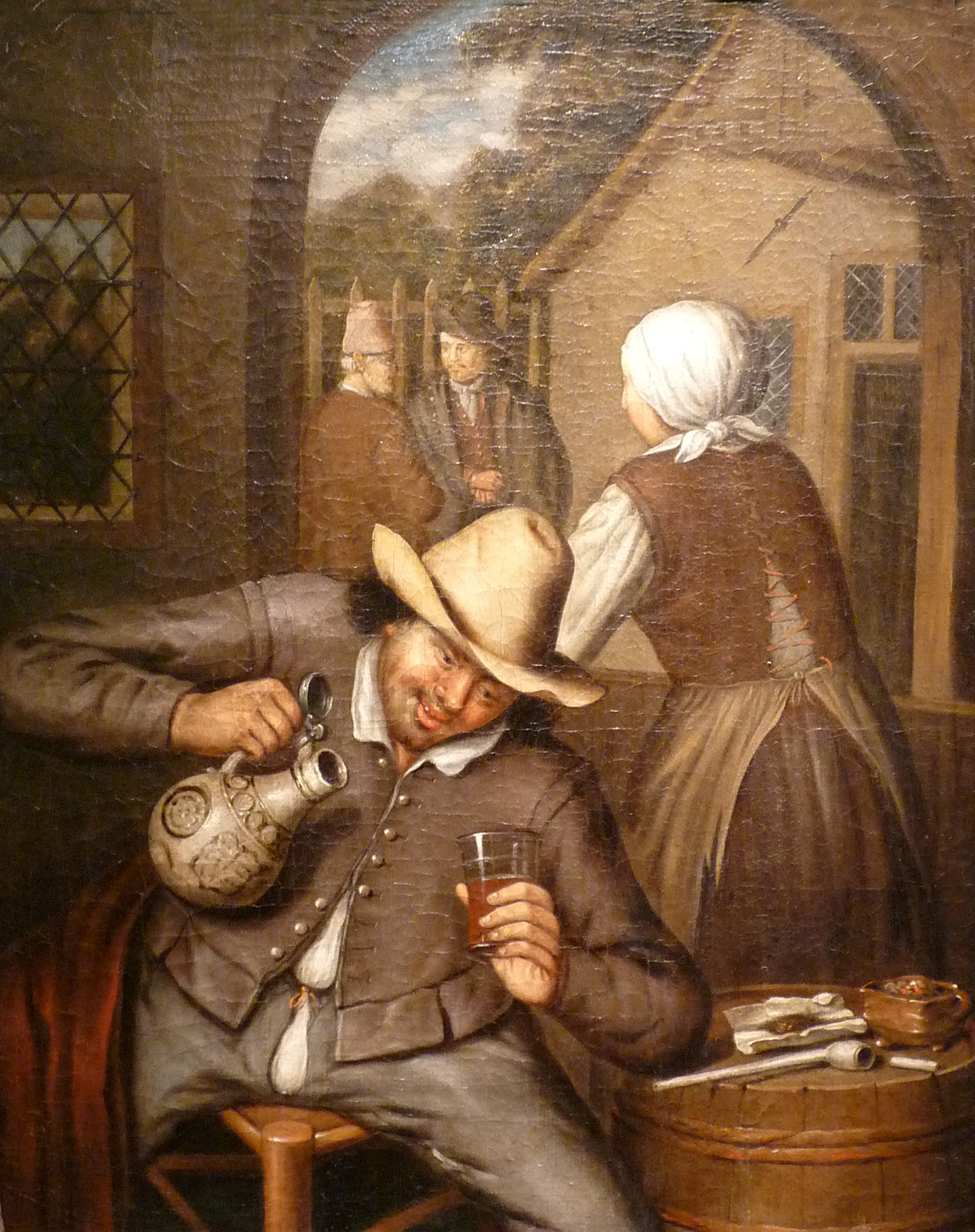
Jan Steen, Le Buveur (XVIIe).
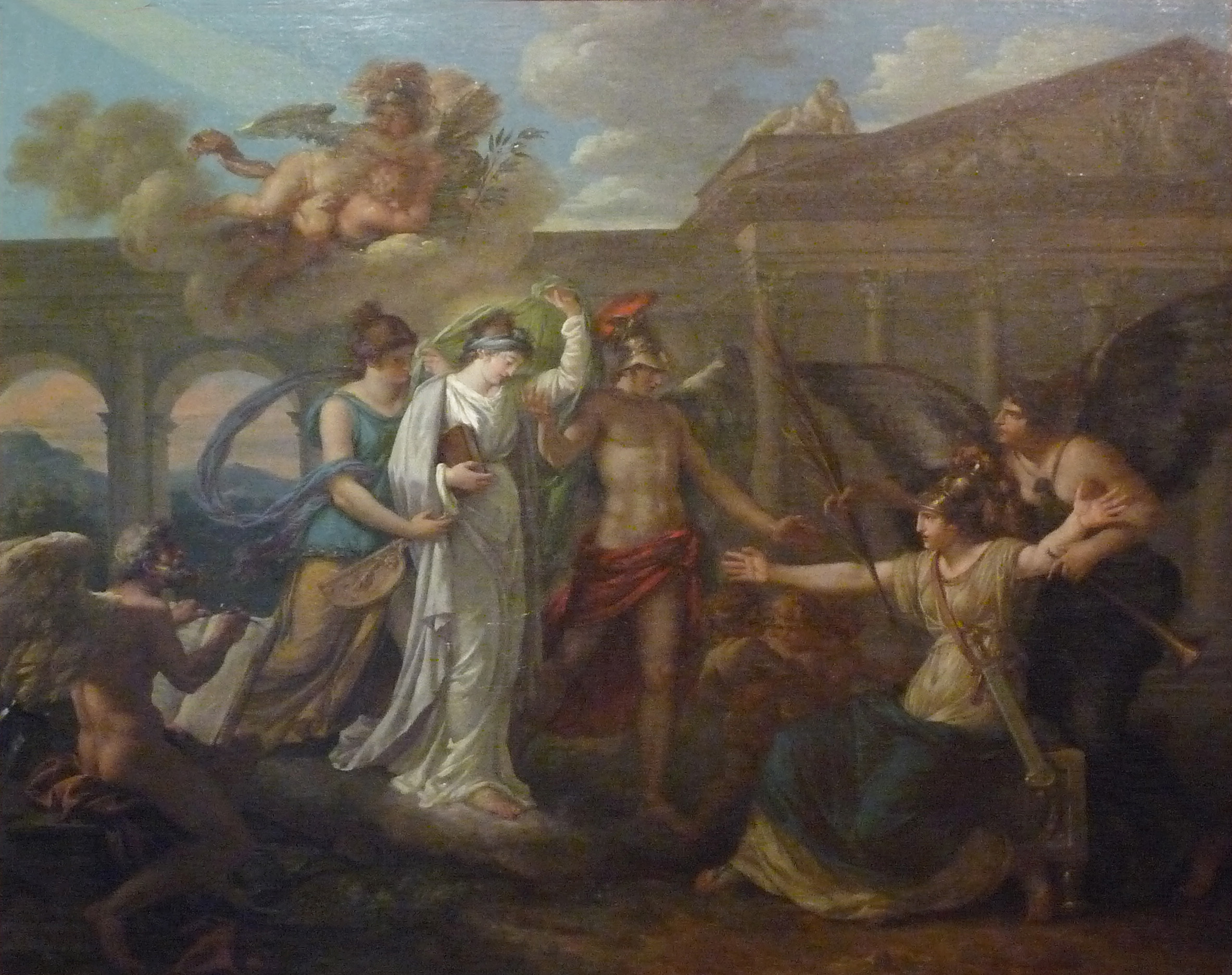
Louis Jean François Lagrenée, Allégorie de la France accueillant la Paix (XVIIIe).
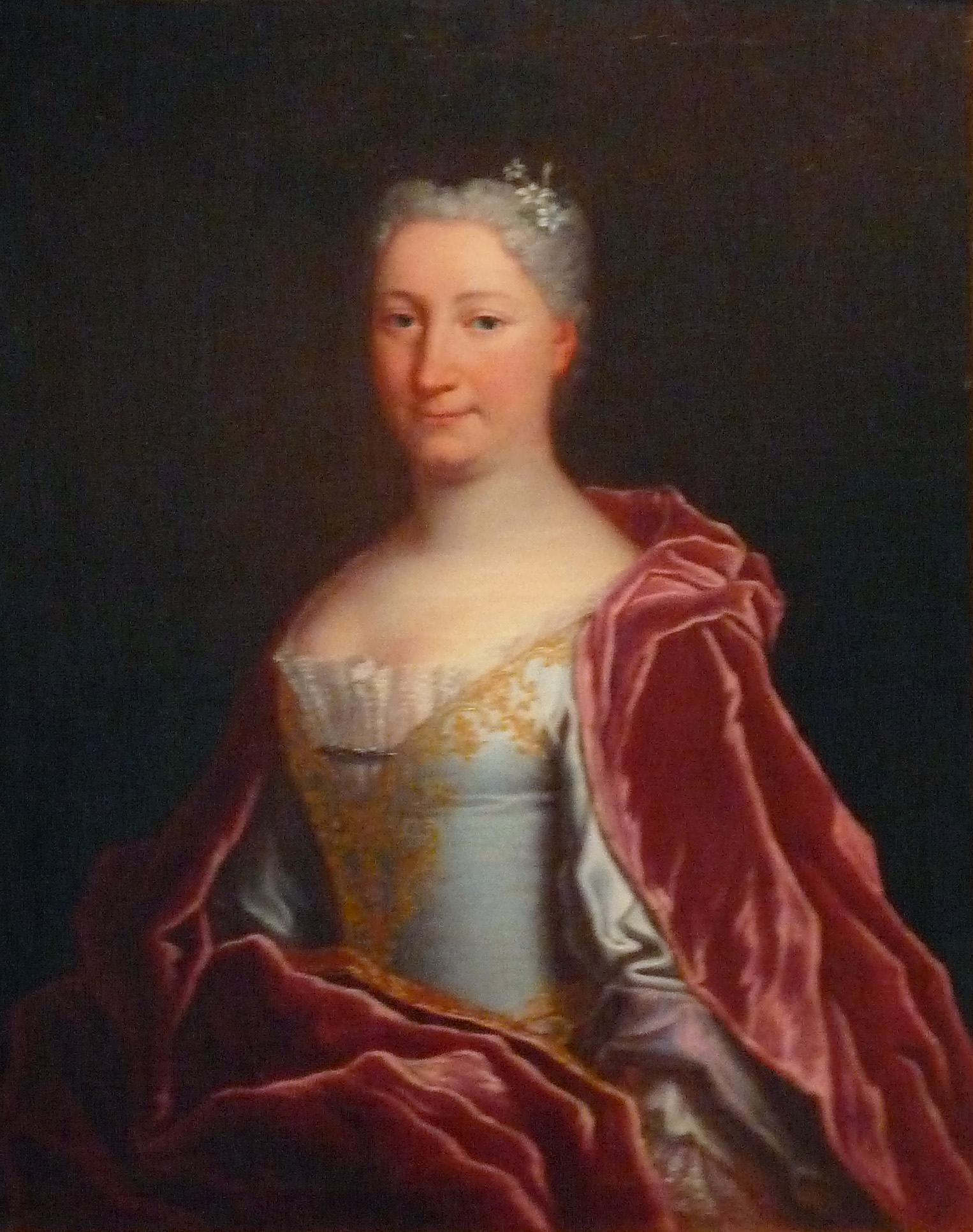
Louis Yard, Portrait de Madame L'Hui (1729).
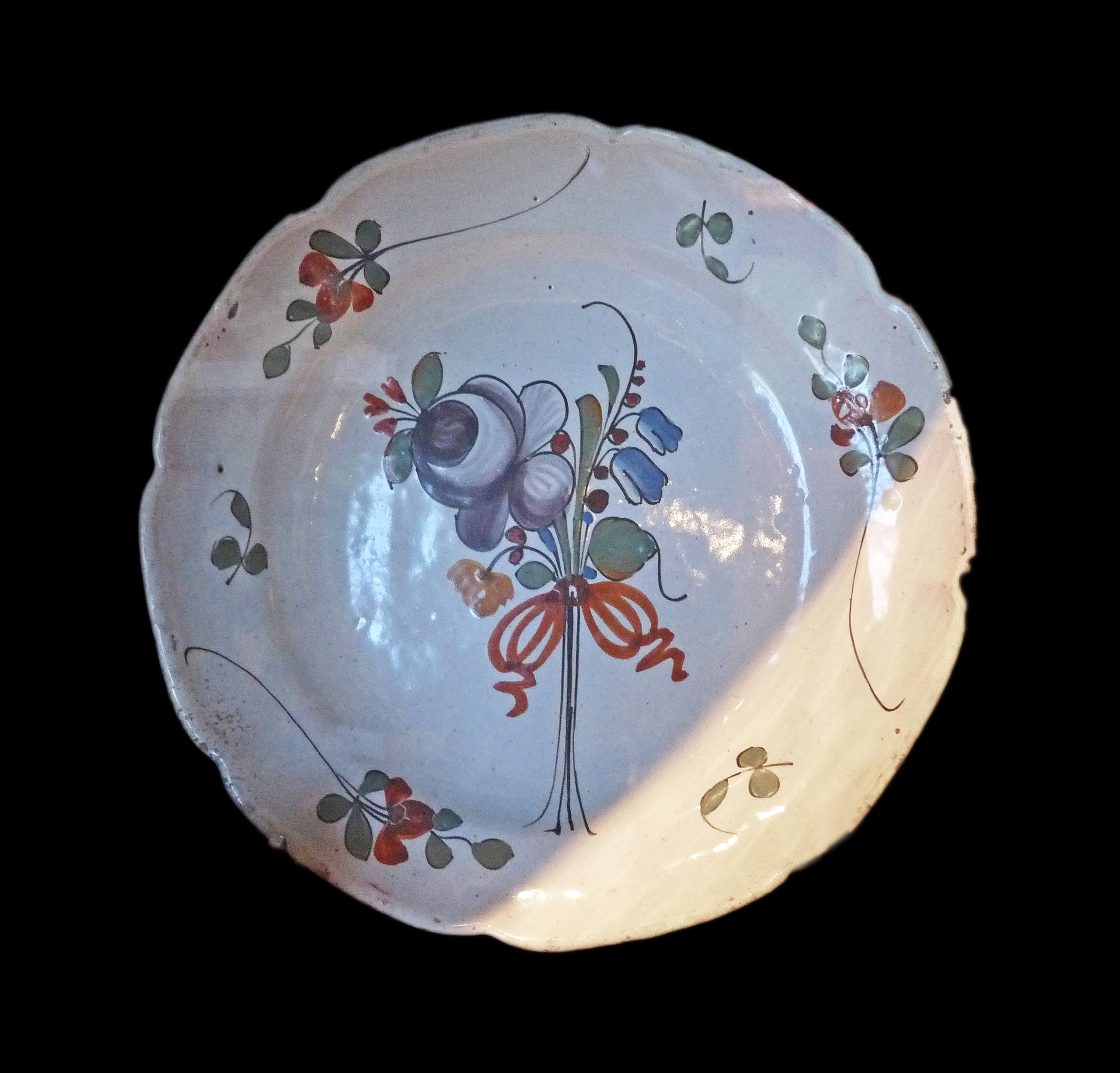
Assiette en faïence (1780).

#### Œuvres desXIXeetXXesiècles
La collection compte des peintures du XIXe siècle de mouvements artistiques différents : l’ingrisme, le courant néo-grec, l’académisme, l’école de Barbizon, le postimpressionnisme. L'école lorraine y est représentée. Sont également exposés plusieurs sculptures en bronze du XIXe siècle.

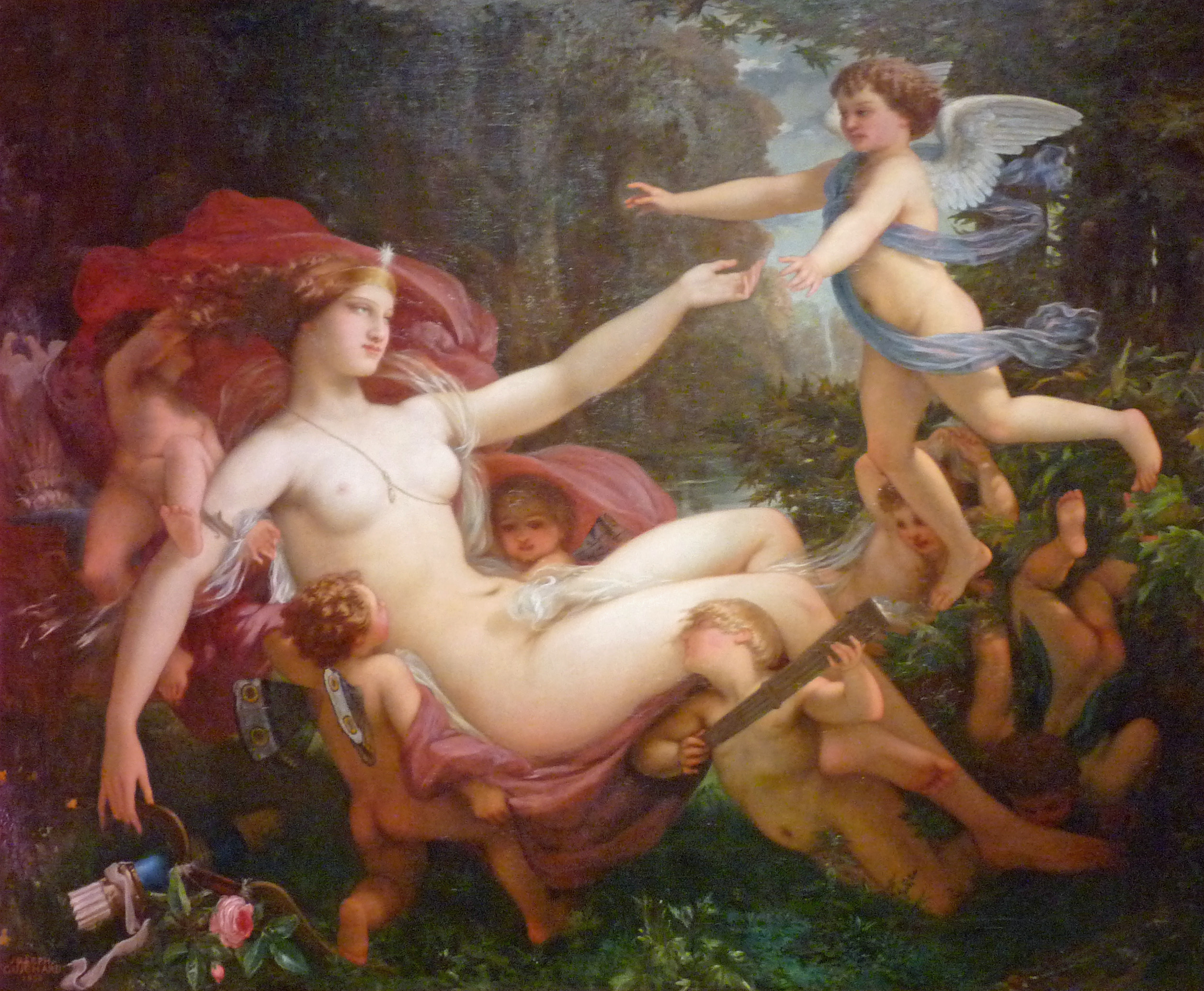
Joseph Guichard, Vénus portée par les amours (1853).
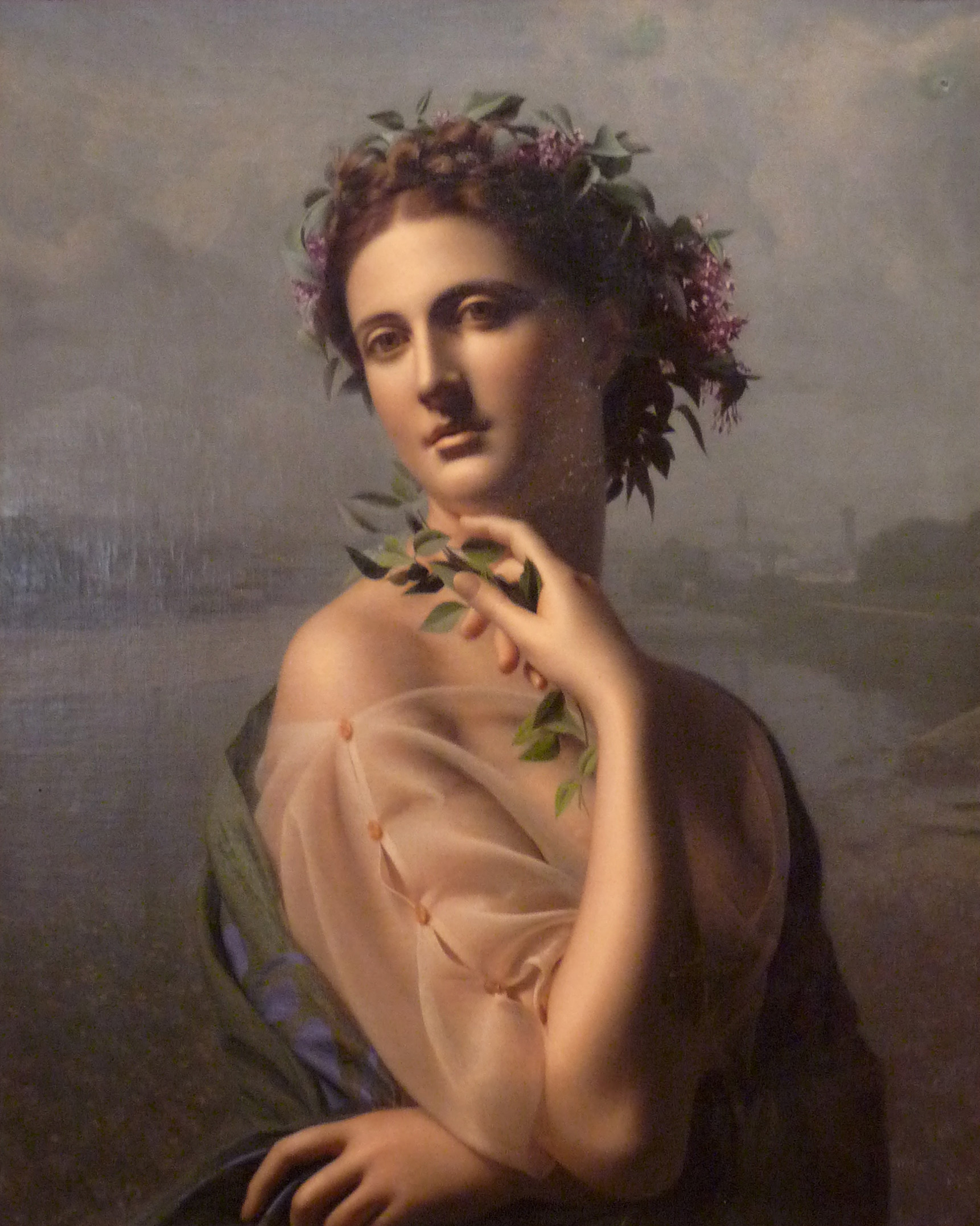
Alexandre Louis Patry, Le Printemps (XIXe).
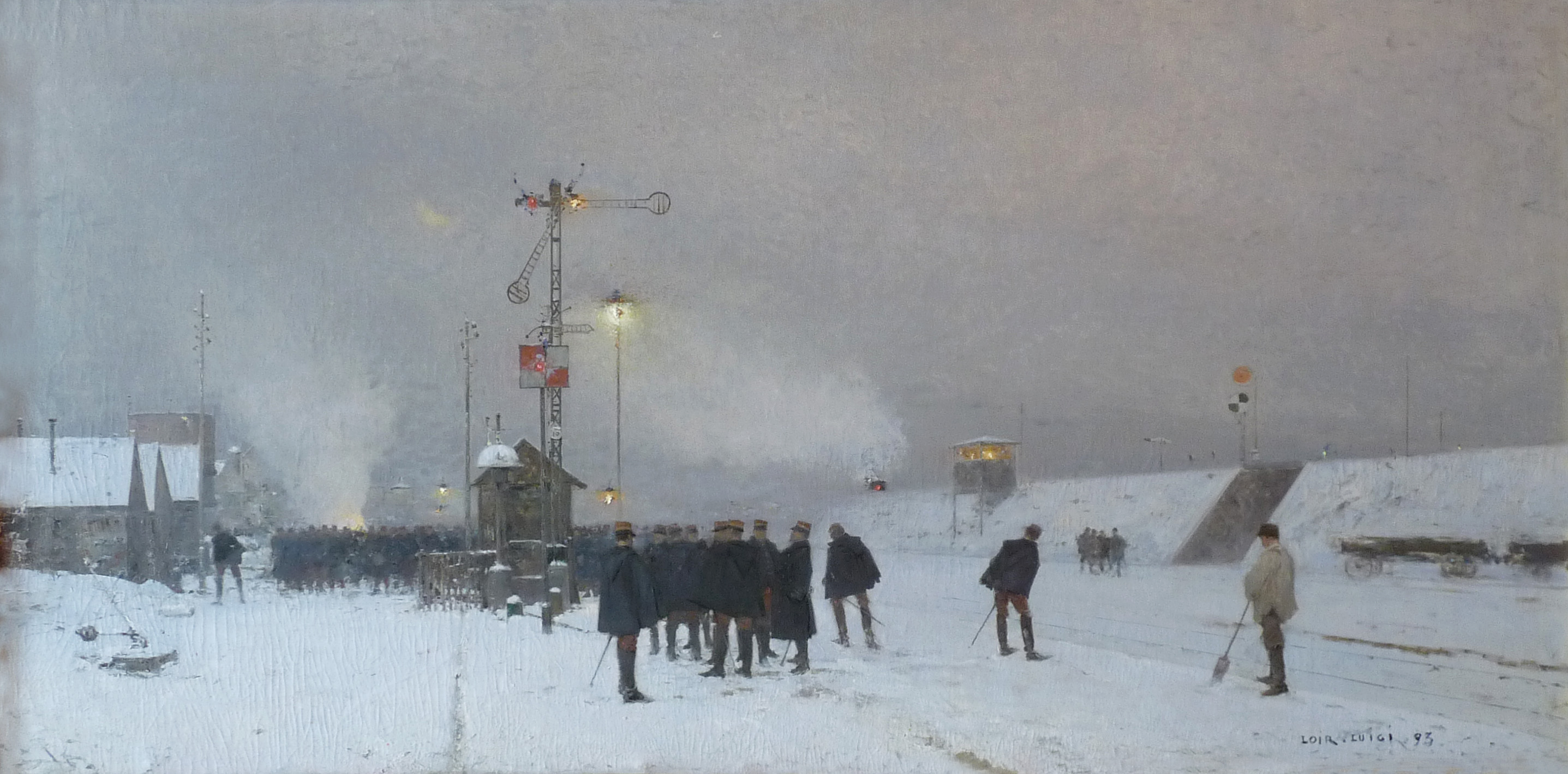
Luigi Loir, Avant l'embarquement, effet crépusculaire (1893).
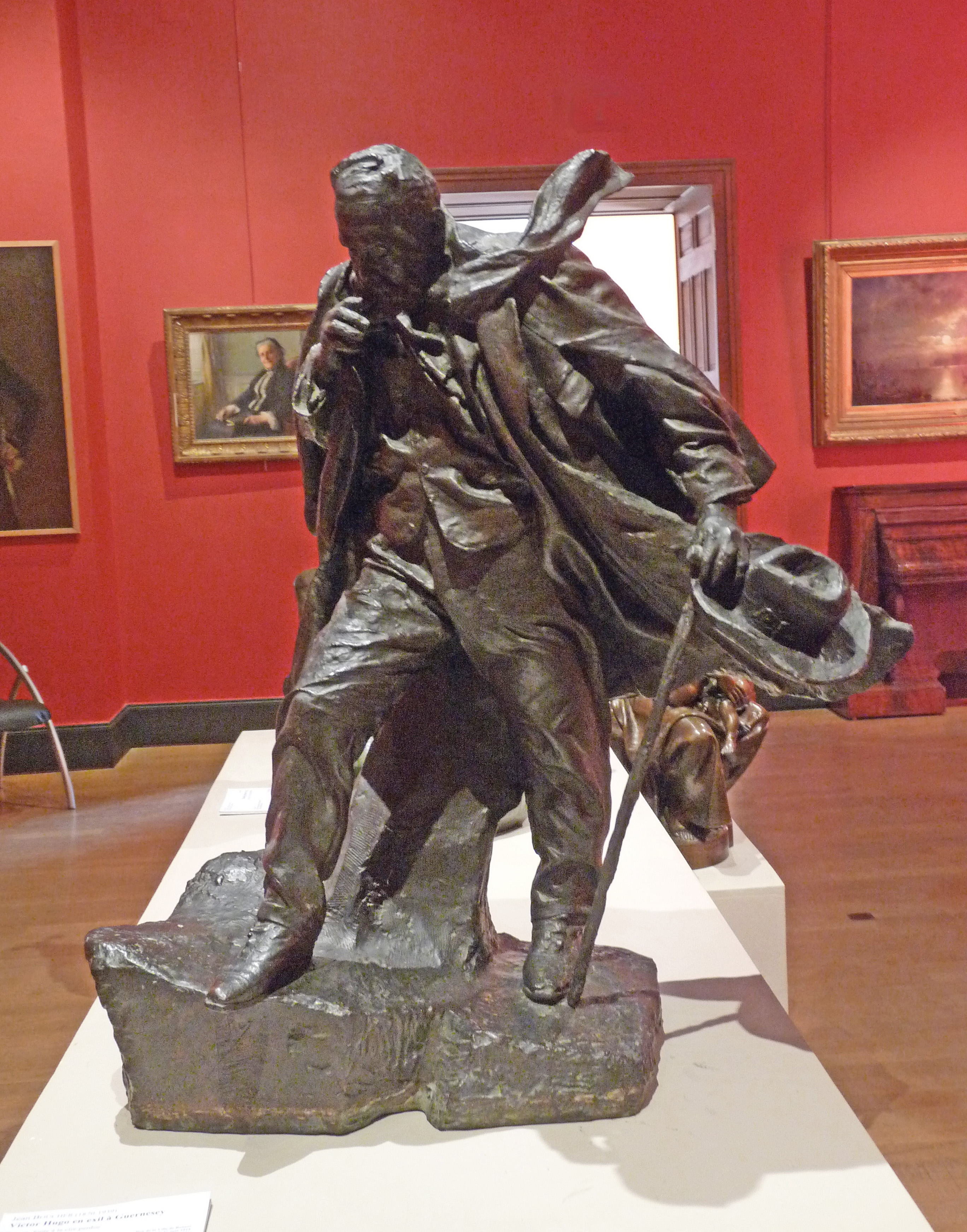
Jean Boucher, Victor Hugo en exil à Guernesey (vers 1880).
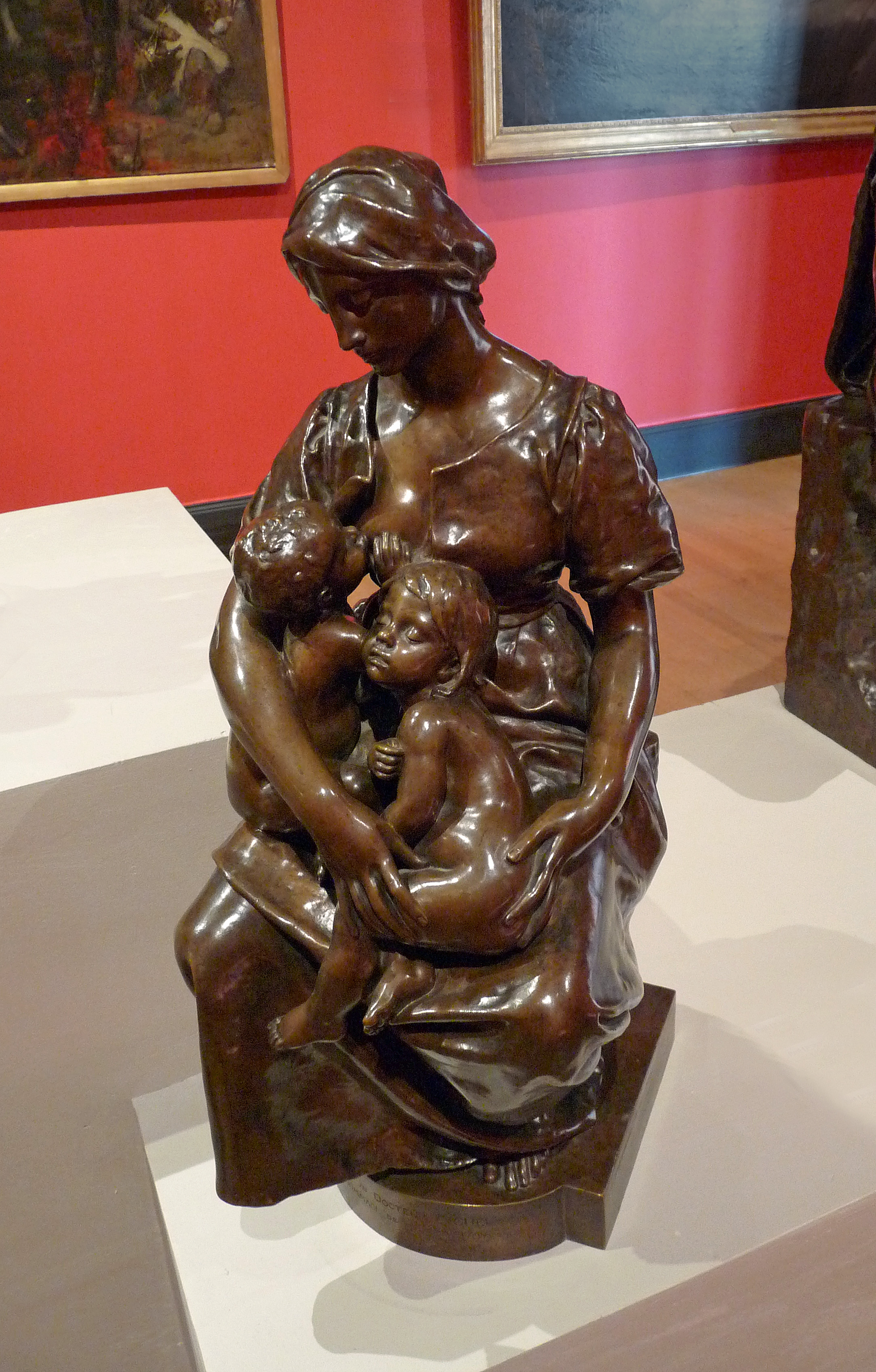
Paul Dubois, La Charité (XIXe).
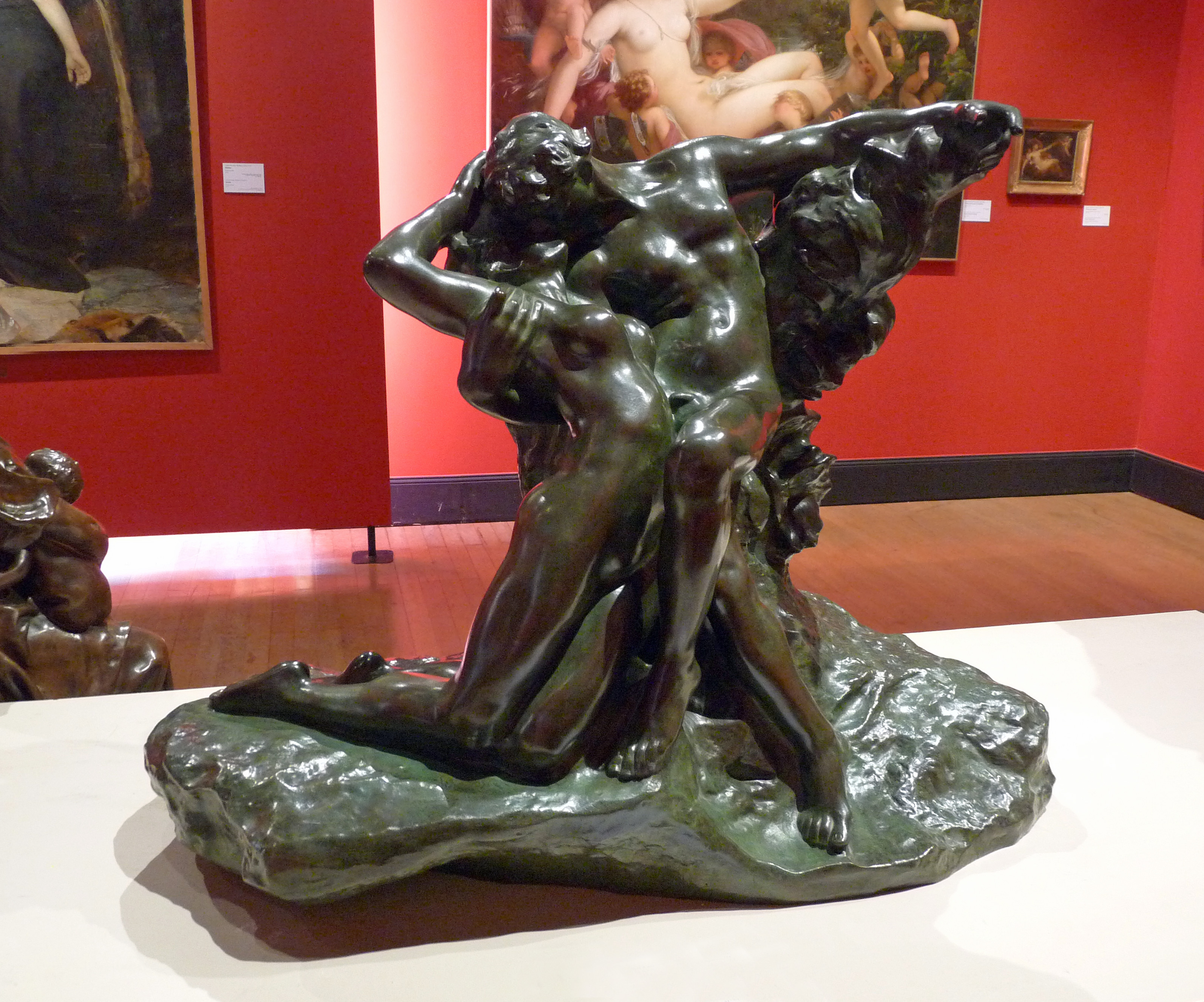
Auguste Rodin, L'Éternel Printemps (1884).

#### Archéologie
Le musée présente des objets provenant du site antique de Nasium ainsi que de fouilles à Bar-le-Duc. Elle contient des pièces gallo-romaines dont certaines proviennent de la nécropole de Gondrecourt.

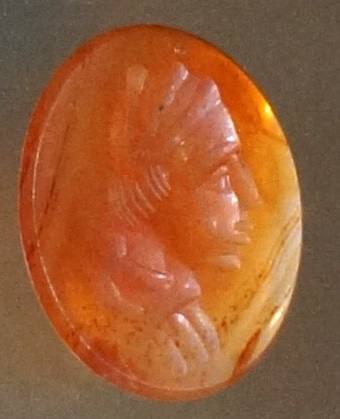
Intaille gallo-romaine.
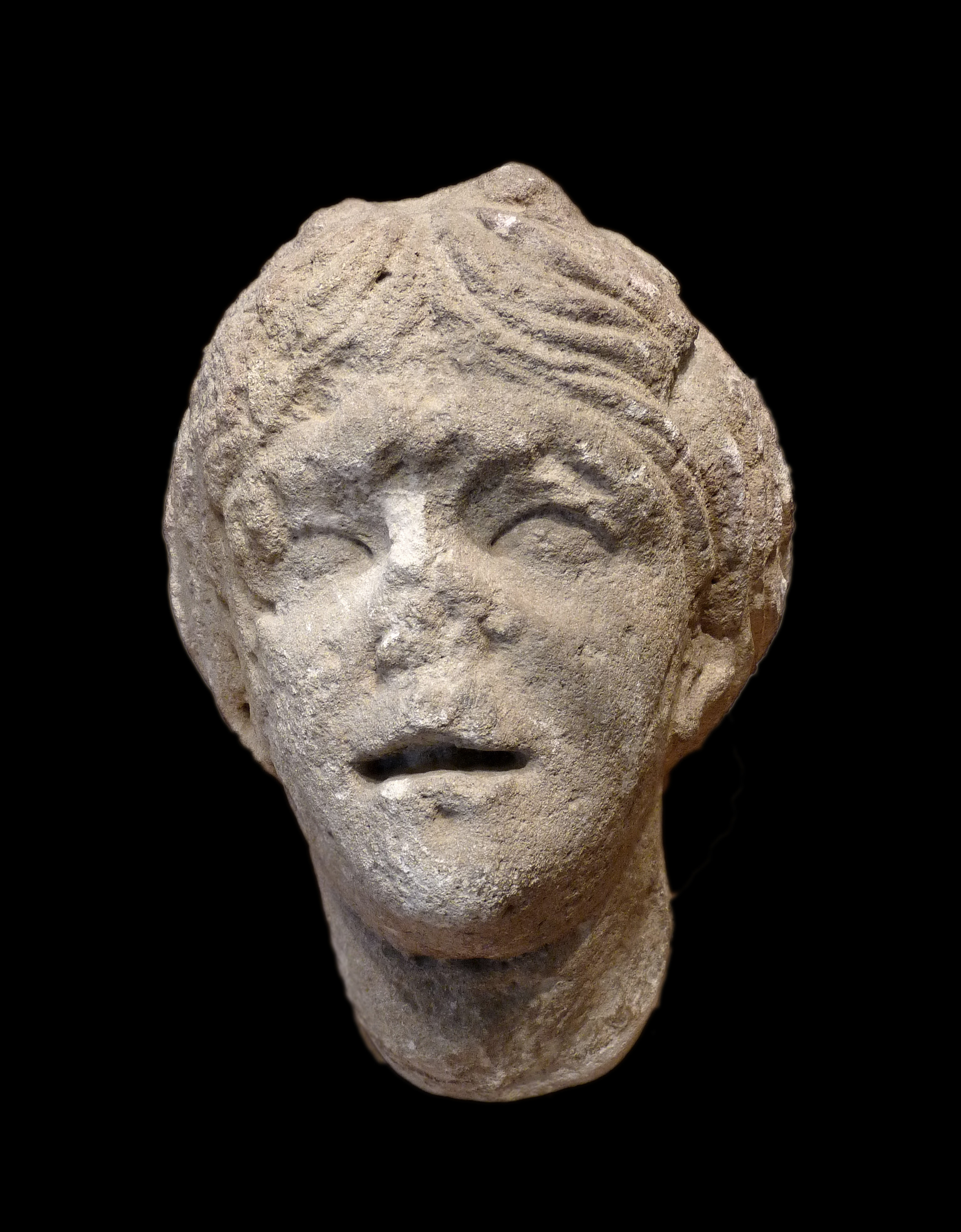
Tête de divinité (IIe).
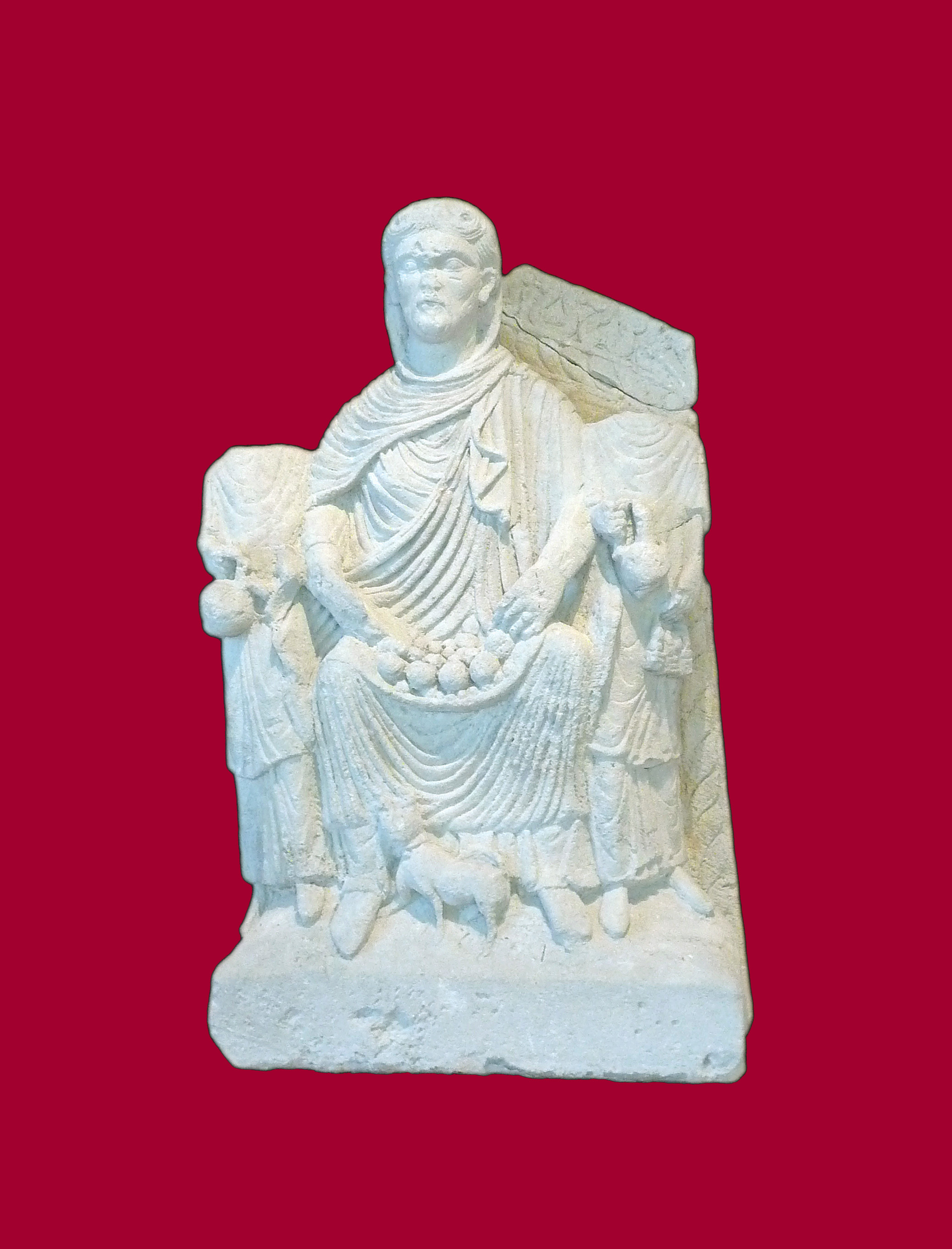
Déesse mère (Ier).
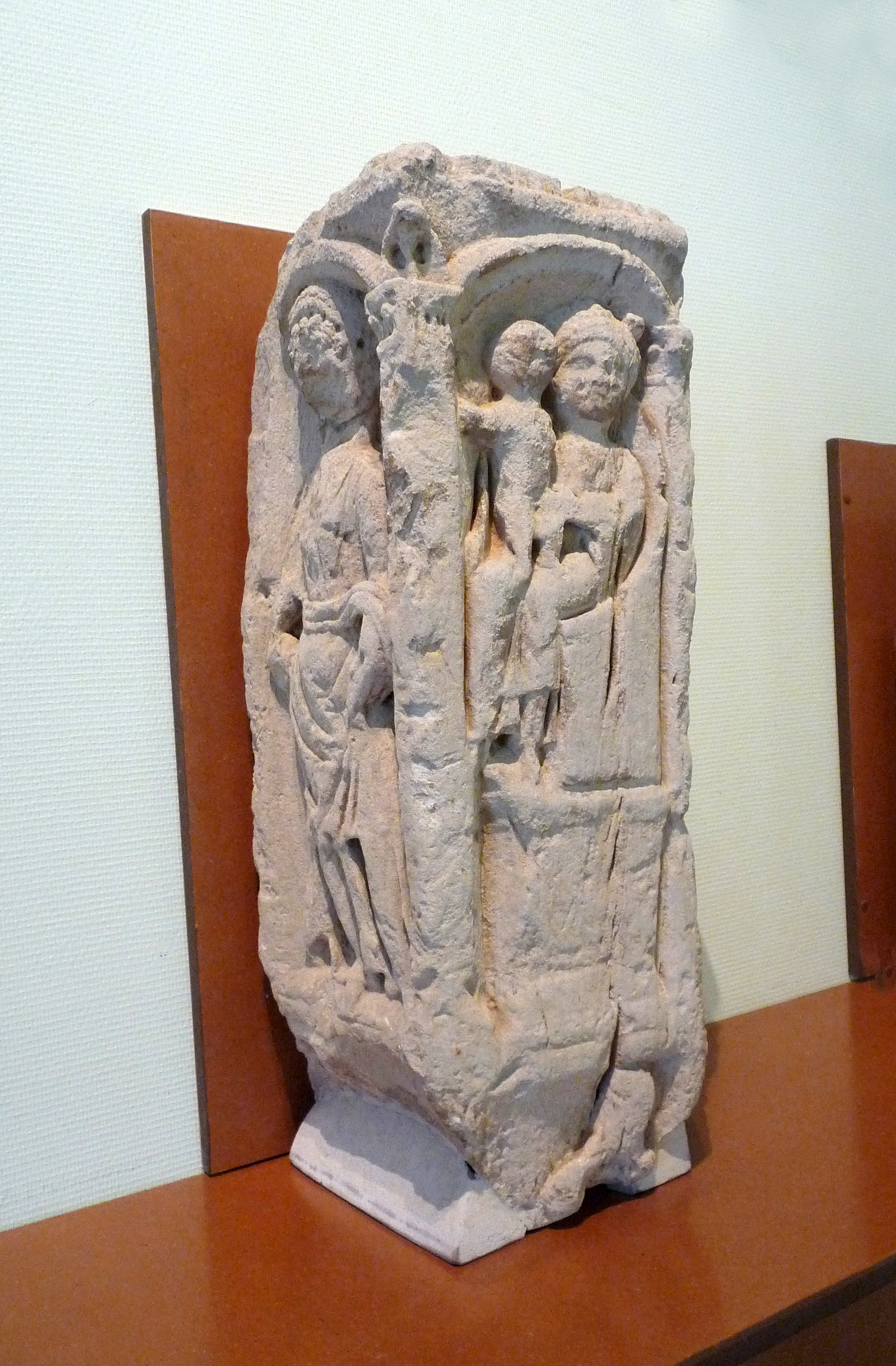
Pilastre de Montiers-sur-Saulx (IIe).
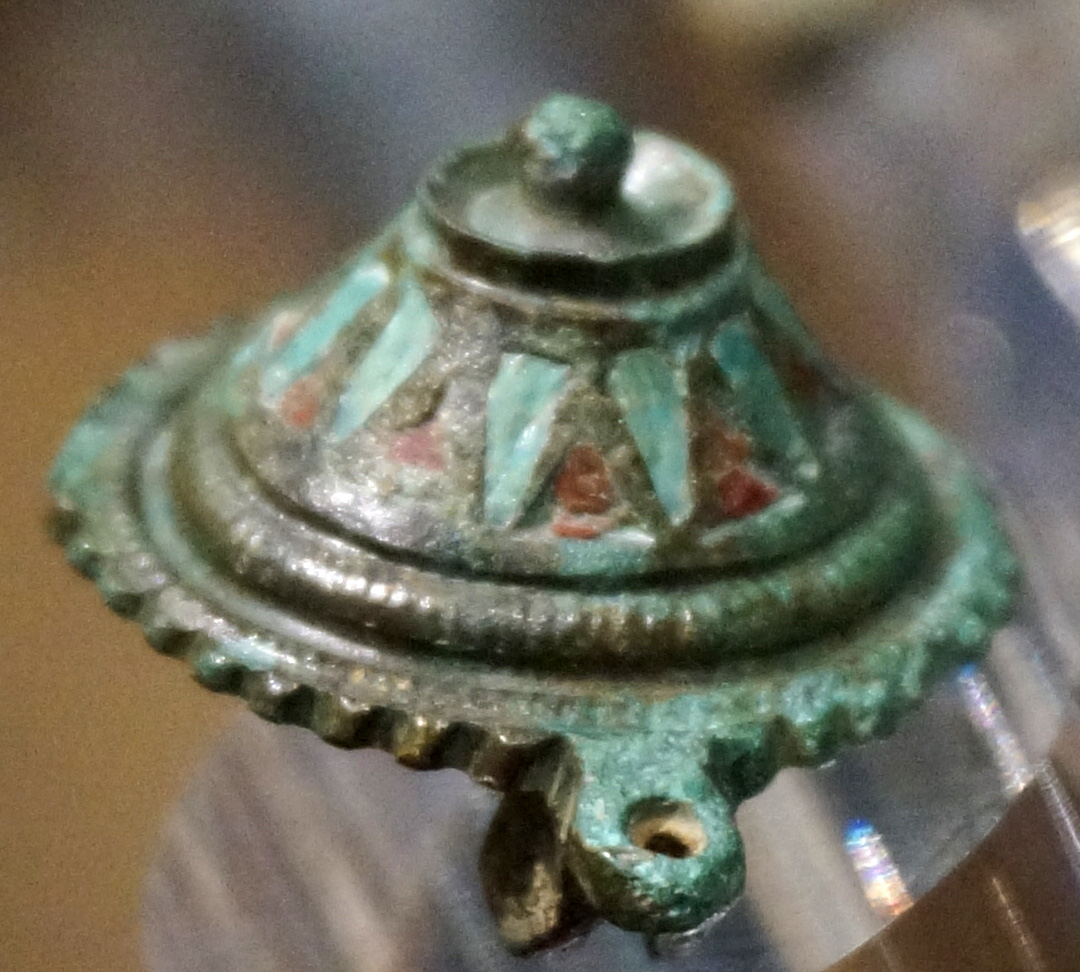
Fibule, art gallo-romain.
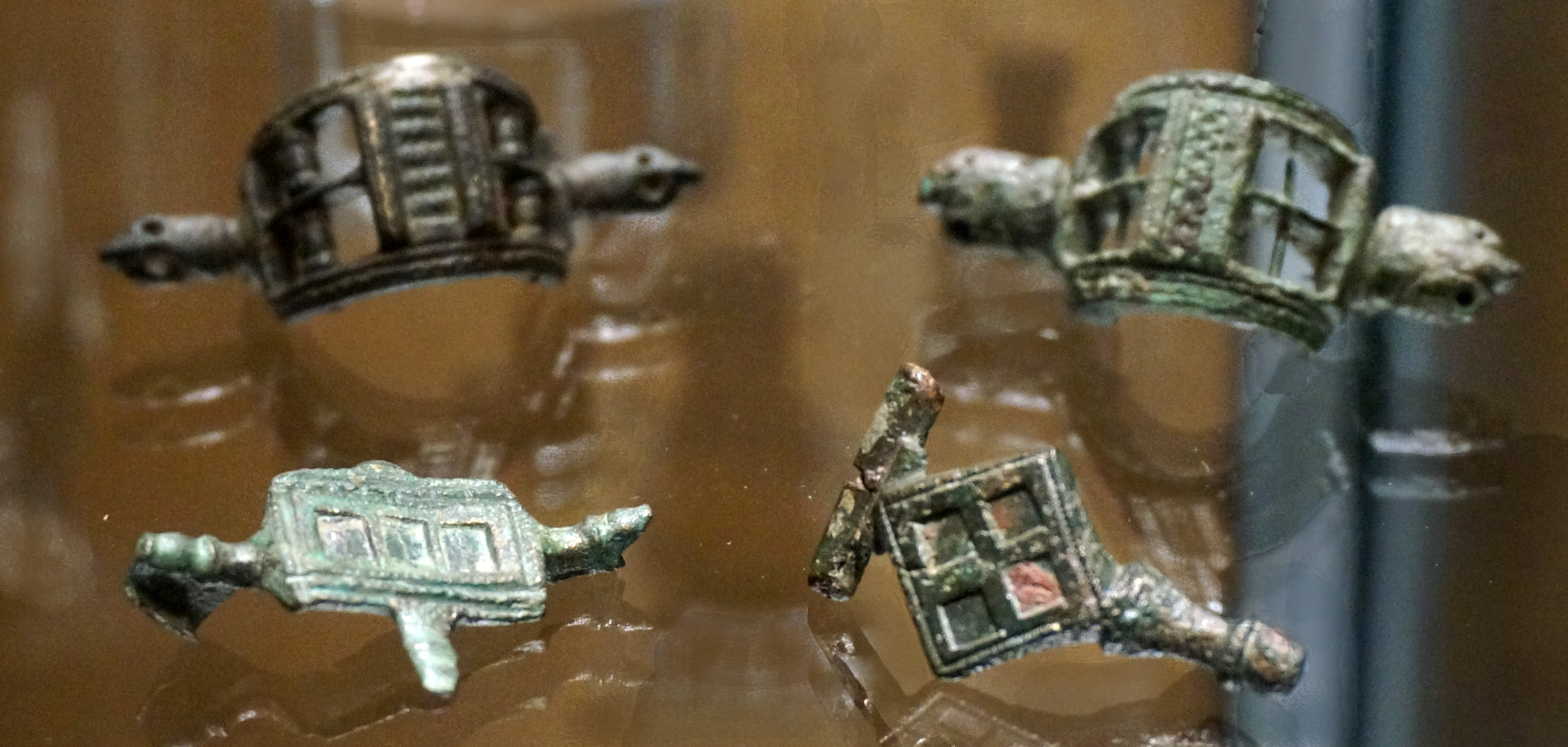
Fibules, art gallo-romain.
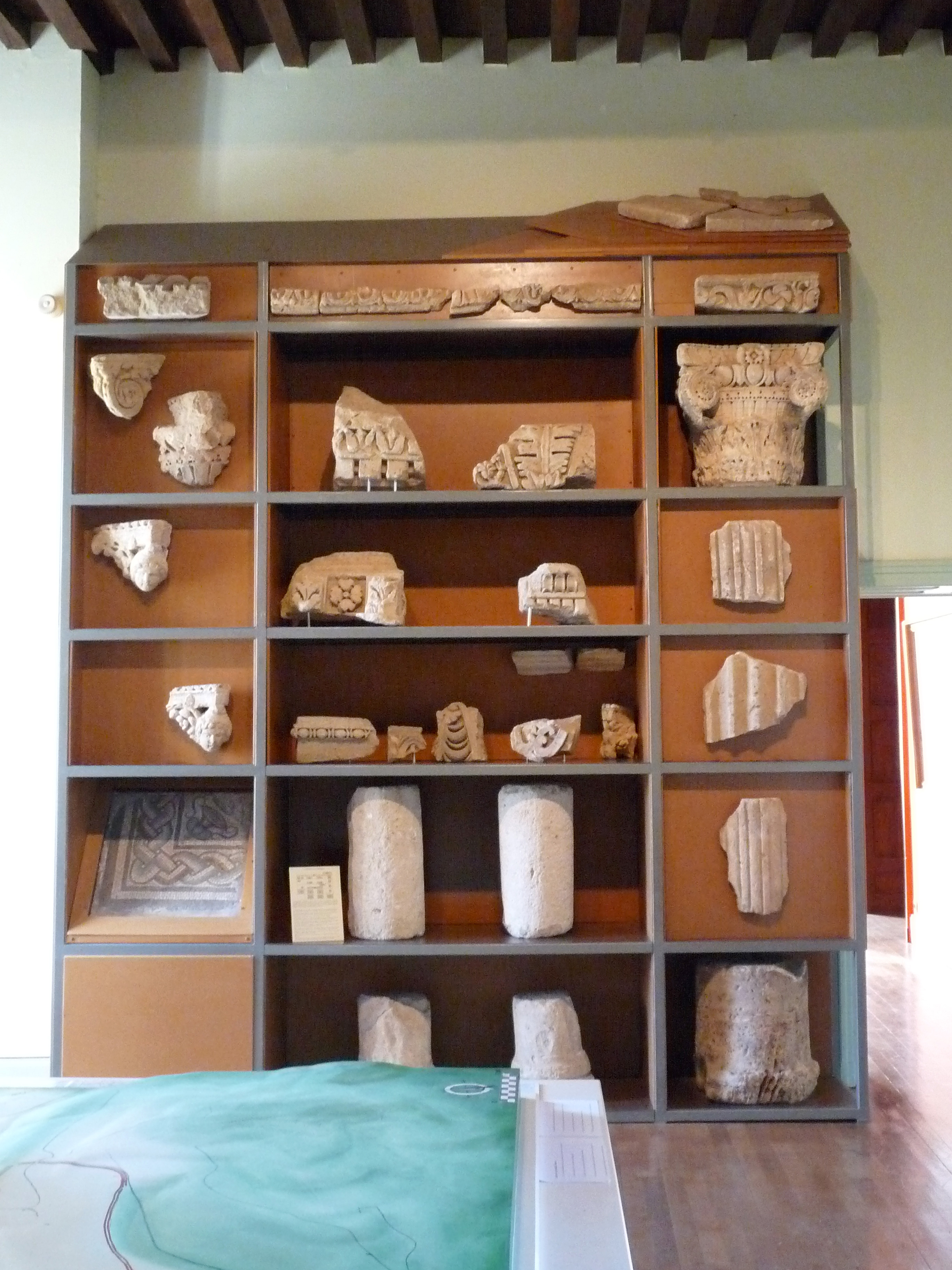
Vestiges d'architecture publique.

#### Ethnographie
Provenant de l'ancienne Société de géographie de l'Est, la collection offre un témoignage de la vie des pays d’Afrique, d’Océanie, d'Extrême-Orient et d'Amérique.

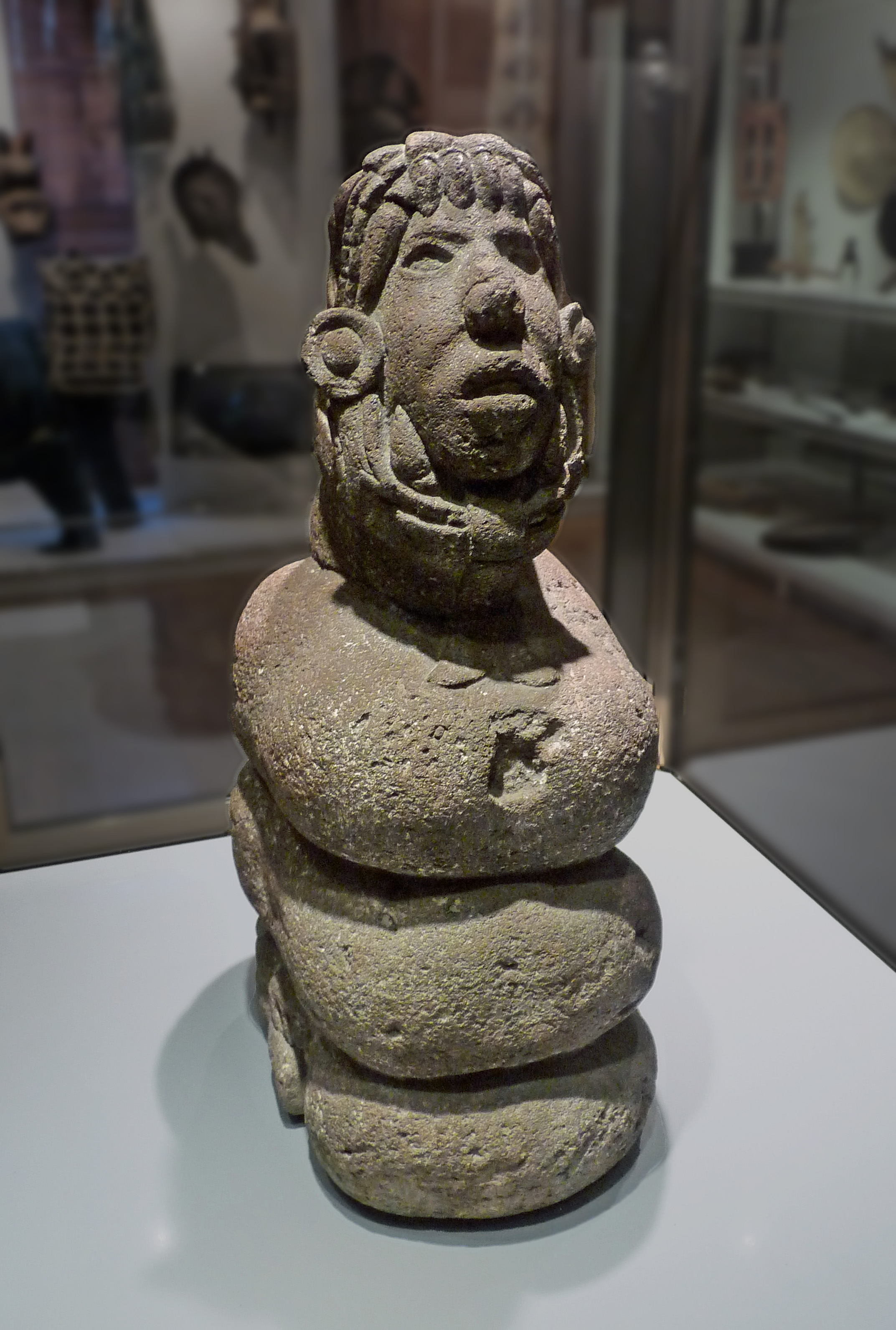
Quetzalcóatl d'Amérique (XIVe-XVIe).
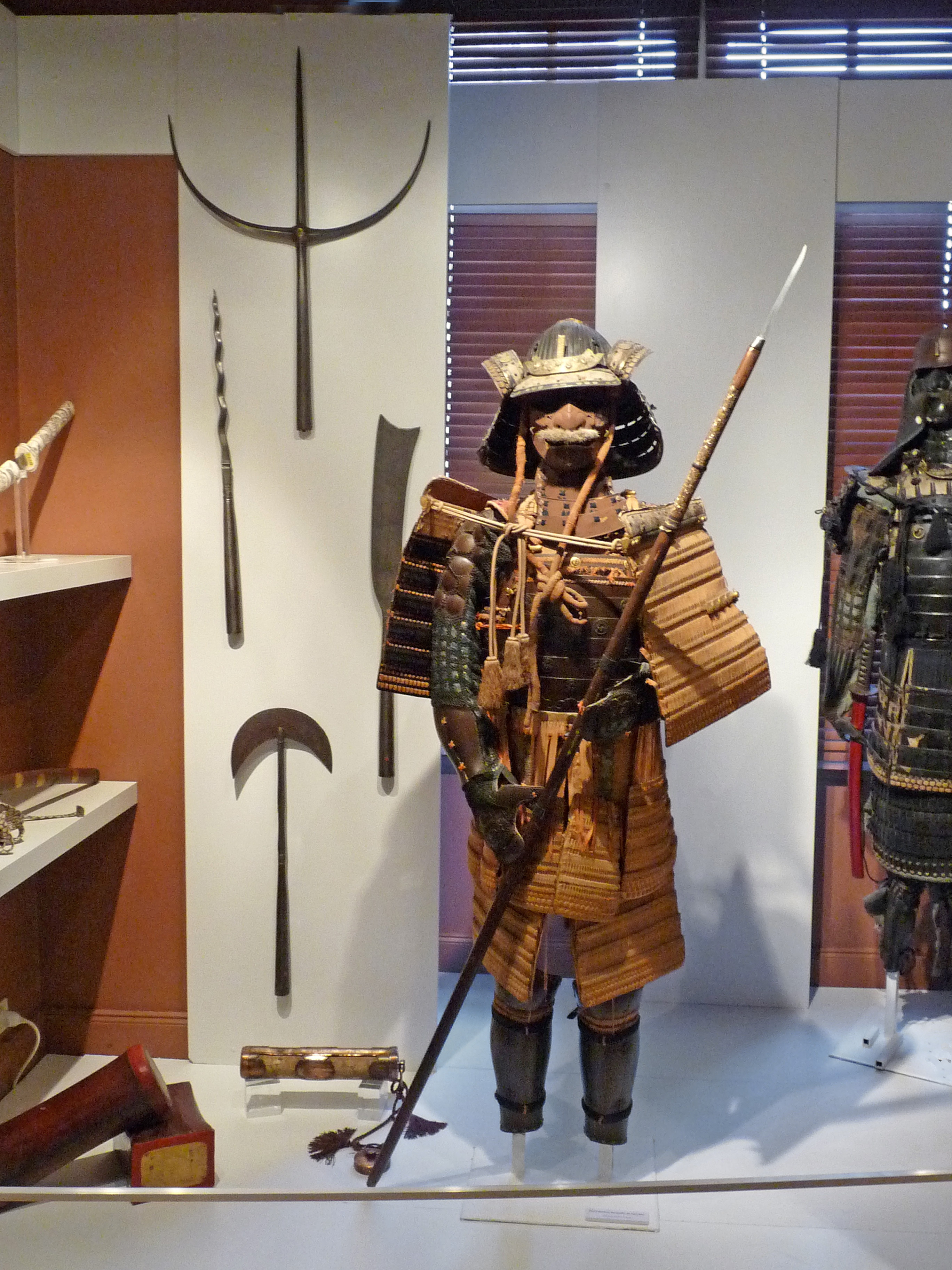
Armure japonaise.
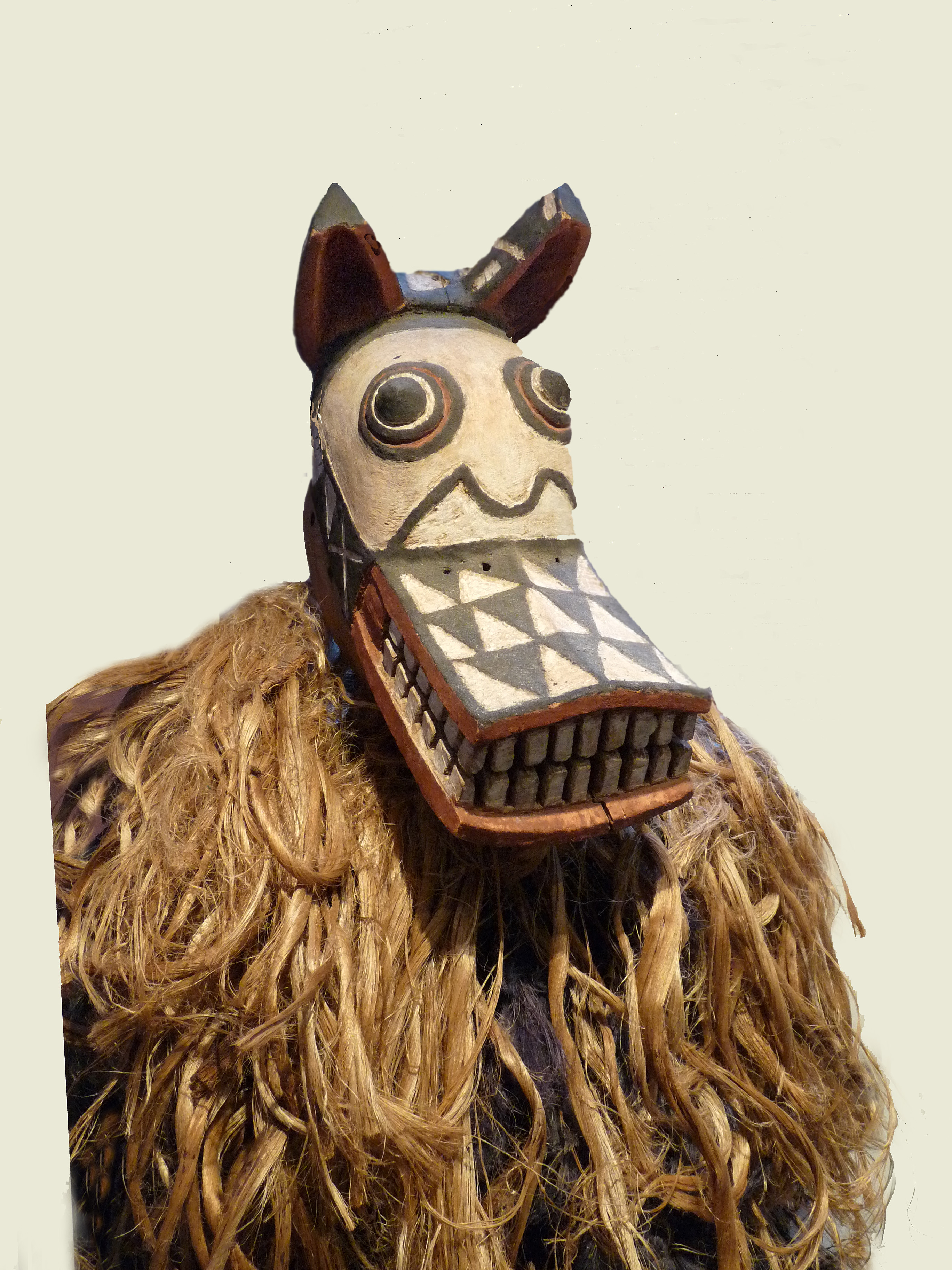
Masque hyène Bwa d'Afrique.
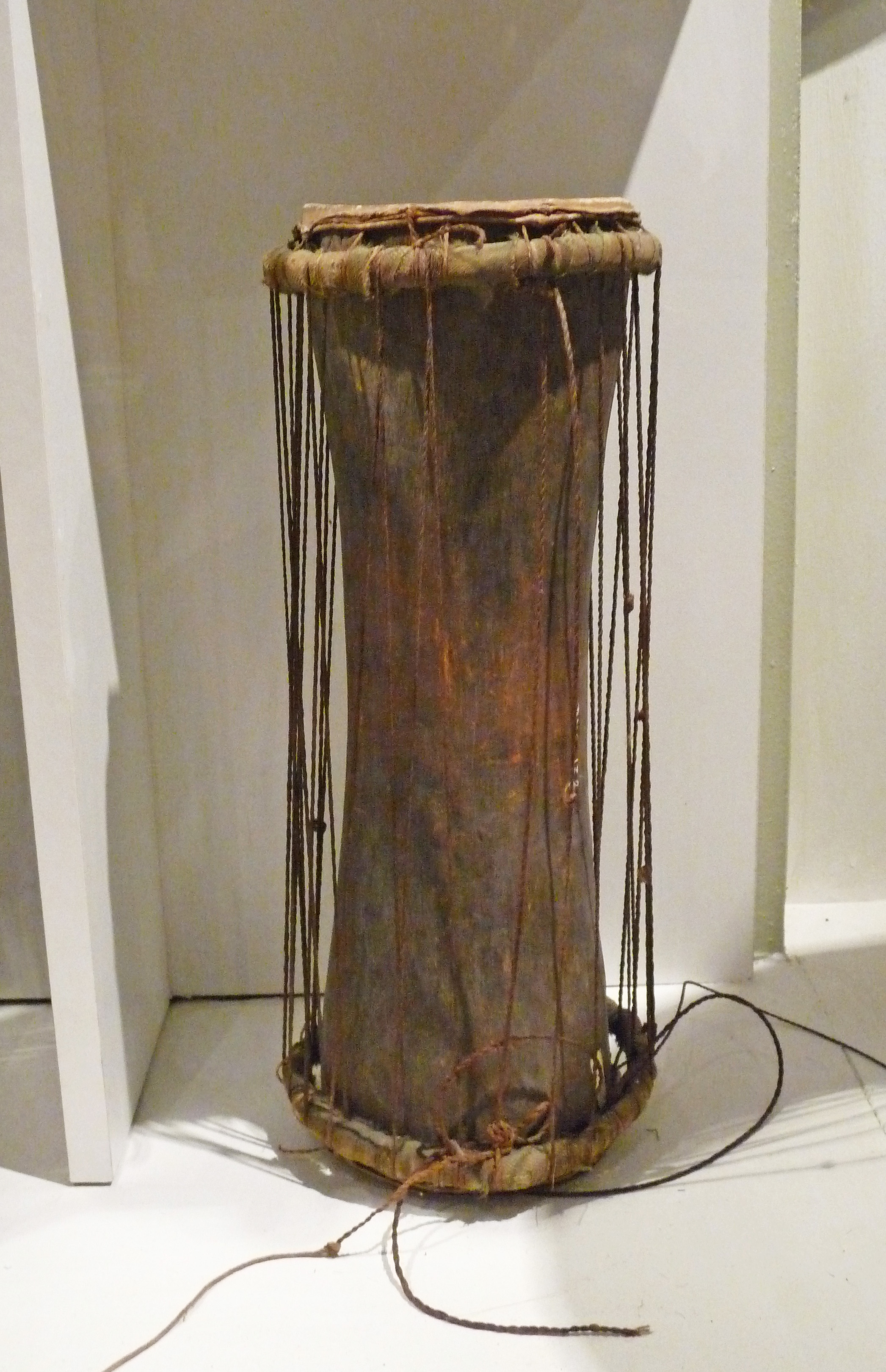
Tambour du Sénégal.
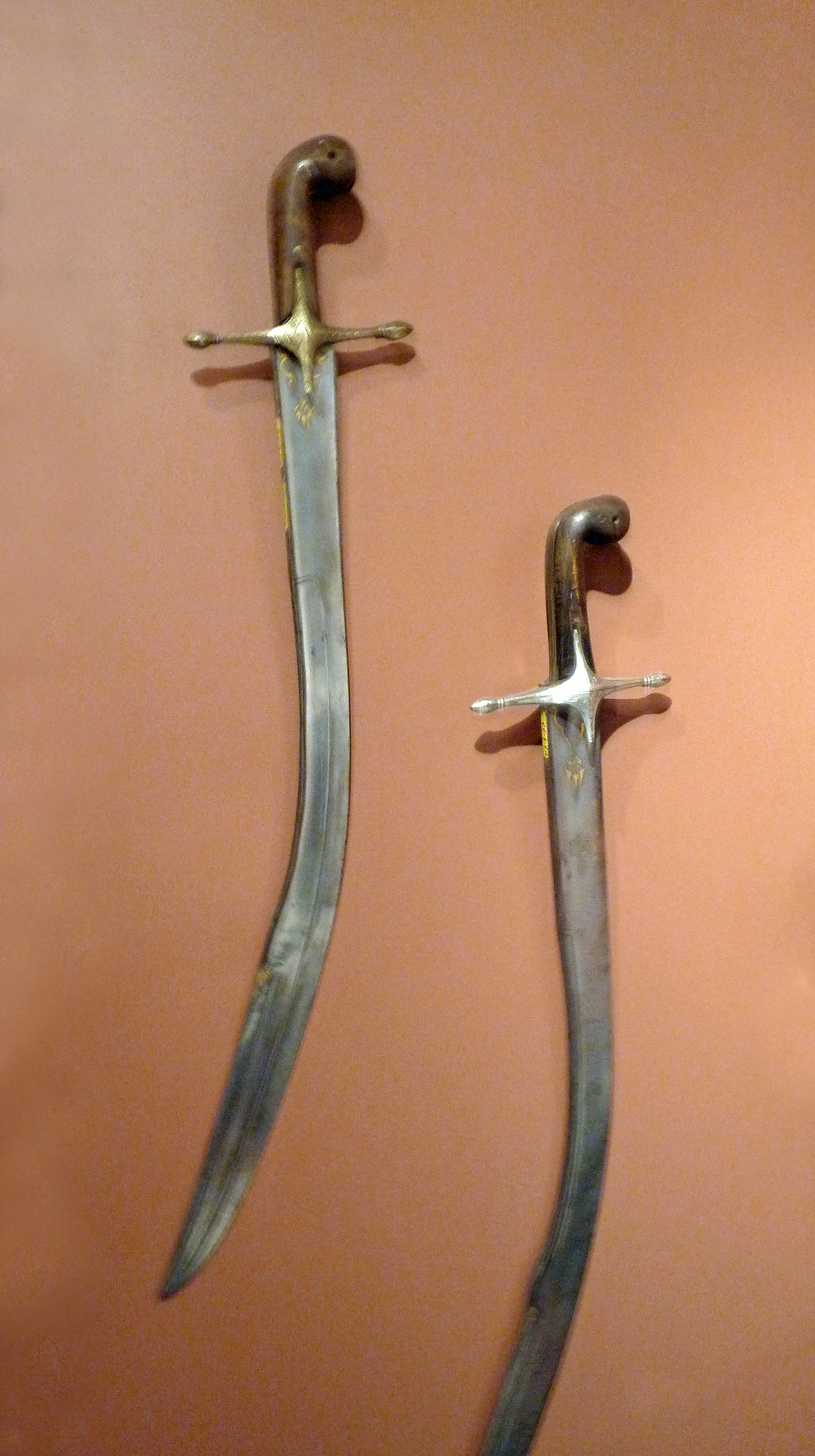
Épées Kalij de Turquie.
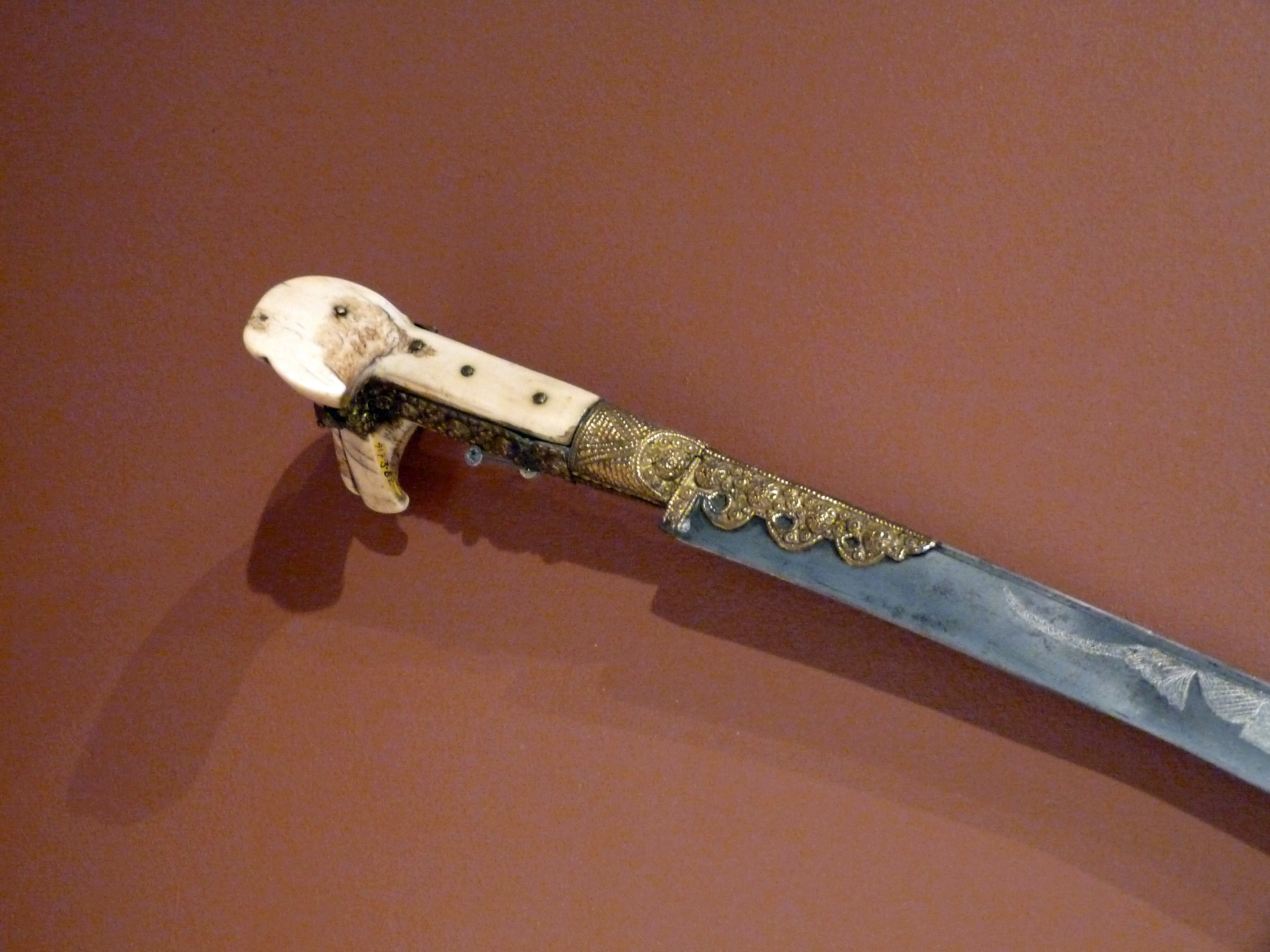
Kandjar d'Albanie.
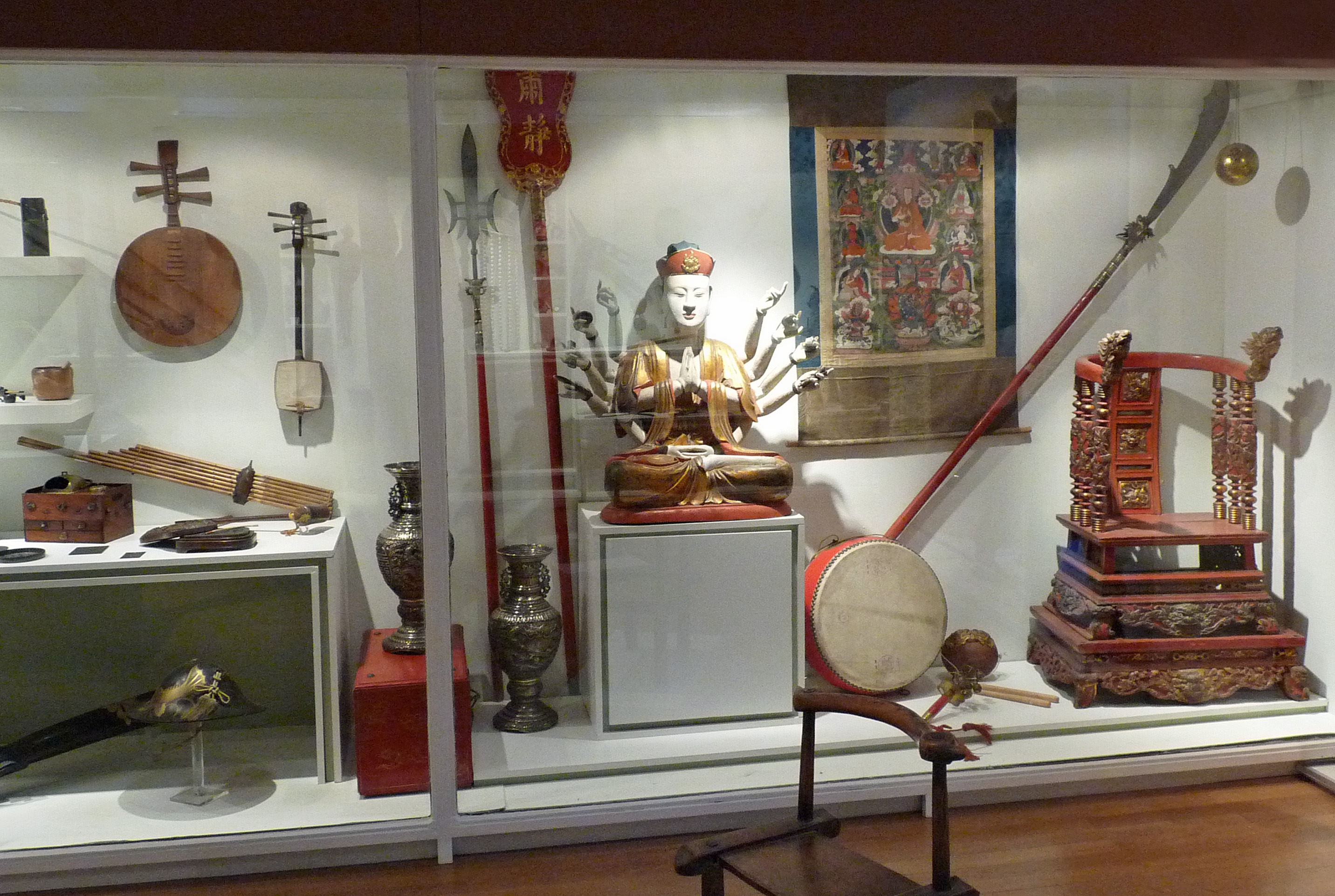
Vitrine d'objets d'art d'Extrême-Orient.

## Fréquentation
| Année     | 2005  | 2006   | 2010   | 2011  | 2012  | 2013   |
| Visiteurs | 8 518 | 11 005 | 10 012 | 9 773 | 9 317 | 10 159 |